# Українська культура
Українська культура — сукупність духовних та матеріальних цінностей, створених українським народом протягом його історії.
Для української національної культури головним підґрунтям, є народна культура, на основі якої поступово утворилися професійні: наука, література, мистецтво. Своєрідність української культури, визначили також впливи географічних умов, особливості історичного шляху, а також взаємодія з іншими етнокультурами що в різні часи перебували на теренах України. Важливою історичною подією для розвитку місцевої культури, стало прийняття Руссю християнства у X столітті. Носієм української культури, насамперед є український народ, який дуже співучий, гостинний, талановитий, а також любить волю.

## Загальна характеристика
Внаслідок труднощів історичного життя України (монгольське завоювання в XIII ст., польсько-литовська експансія в XIV — XVI ст., залежність від Російської та Австрійської імперій в XIX — ХХ ст.) — в збереженні українських звичаїв, народна культура зіграла виняткову роль. Це сталося, через те що в XVI ст., коли феодально-боярська знать сприйняла католицтво і польську культуру, і до кінця XVIII ст., коли верхівку козацької старшини було підкуплено та зросійщено, українське суспільство розвивалося здебільшого без повноцінної національної культурної знаті.
Справжніми творцями і носіями культури продовжували залишатися широкі маси суспільства — селяни, козаки, ремісники. Українська культура протягом тривалих періодів своєї історії розвивалася як народна. У ній велике місце посідали фольклор, народні звичаї, які додавали їй особливої чарівності і колориту. Особливо яскраво це виявилося в мистецтві — народних думах, піснях, танцях, образотворчому мистецтві. Саме завдяки збереженню і продовженню традицій, корені яких сходять до культури Київської Русі, став можливим підйом української культури і в XVI — XVII ст., і культурне відродження в XIX ст.
Водночас, відчутні і негативні наслідки такого характеру розвитку української національної культури. Протягом тривалого часу багато талановитих людей, які народилися і виросли в Україні, потім покидали її, пов'язували своє подальше життя і творчість з російською, польською та іншими культурами. Крім того, поступ у галузі природничих наук був виражений слабше, ніж у гуманітарній.
Разом з тим, самобутня і стародавня система освіти, яка досягла свого розквіту в добу Гетьманщини і забезпечила майже суцільну письменність населення, давню традицію написання книжок, спрямованість на провідні центри Європи, зокрема на візантійську культурну традицію, роль України-Руси як центру християнства в східнослов'янському світі, а також як центру наук і вищої освіти завдяки розвинутій мережі колегіумів, Острозькій та Києво-Могилянській академії, благодійництво та державна підтримка культури низкою визначних державників — Костянтином Острозьким, Петром Конашевичем-Сагайдачним, Іваном Мазепою та іншими — все це дозволило піднести українську культуру до рівня світового явища, створити велику кількість класичних шедеврів у галузі друкарства, архітектури, літератури, досягти значних успіхів у науці.
Відомий дослідник української культури Іларіон Огієнко зазначав, що українській культурі з самого початку були властиві відвертість світу, відсутність ксенофобії і гуманізм. Говорячи про гуманістичну суть української культури, потрібно відзначити і те, що сама система цінностей даної культури в часи її активного розвитку (XVII — XIX ст.) була досить винятковою. Багатий матеріал для такого висновку дає творча спадщина Григорія Сковороди, Феофана Прокоповича, Пантелеймона Куліша, Тараса Шевченка. У своїх філософських творах вони досліджували питання про сутність та умови людського щастя, про значення людського існування.
На відміну від суспільної думки інших європейських країн, де проблеми бідності, хвороб і безкультур'я, мислилося подолати шляхом технічного прогресу, підвищення продуктивності праці, за допомогою зусиль освічених монархів і соціального експериментування, українські мислителі закликають до іншого. «Споріднена праця» і самопізнання, свобода, заради якої не шкода розлучитися з добробутом, обмеження життєвих потреб, надання переваги духовному над матеріальним — ось ті шляхи і рецепти щастя, яких дотримувались і які проповідували провідні українські мислителі у дусі пізнішого європейського екзистенціалізму. Сьогодні (ХХІ ст.) такі підходи мають особливе значення для всього людства.
Український народ до відновлення незалежності 1991 року, прожив багату і бурхливу історію. Жити йому довелось на роздоріжжі, через яке проходило багато різних народів і племен. Майже кожен з них зазіхав на українську землю. У таких тяжких, складних умовах доводилось віковічно захищати свою волю від ворогів, доводилось бути й поневоленим. Ця боротьба виховала в українців найяскравішу, найбільш властиву рису — волелюбність. Саме вона спричинилася до того, що вже наприкінці XVI ст. в Україні справджувалася найперша на той час демократія. Запорозька Січ стала найміцнішим оплотом демократії та свободи не лише у власному середовищі, але й для сусідніх народів. Через це, всій творчості народу притаманне волелюбство. Не раз через розбрат втрачаючи волю, незалежність, українці тужили за нею, і цей смуток та жагу боротьби за волю, відтворювали у всіх проявах своєї творчості — у безмежному морі задушевних пісень, дум, легенд; у малярстві, вишивці, гончарстві, ткацтві тощо. Боротьба за відродження, збереження української культури та відновлення територіальної цілісності держави, триває і досі, зокрема з початком російсько-української війни на сході України 2014 року і особливо після російського вторгнення у лютому 2022.

## Історичний нарис

### Культура Русі
У IX столітті у Східній Європі постала монархічна держава Русь, центром якої став Київ. Основою культури Русі стала самобутня культура східнослов'янських племен. На час її виникнення, у господарському укладі слов'ян давно вже переважало землеробство, важливими промислами стали скотарство, полювання, рибальство і бортництво. Досить високого рівня досягло до Х століття і ремесло — виготовлялися вироби з заліза і кольорових металів, розвивалися гончарна справа, ткацтво, вичинка й чинбарство (обробка шкіри), різьблення на камені й дереві.
Переламною подією, стало проникнення християнства, що приходило на зміну язичницьким віруванням руських племен і було офіційно прийнято Володимиром Великим 988 року. Введення християнства значно прискорило розвиток писемності (певний час співіснували кирилиця та глаголиця), а також літератури, давні пам'ятки якої написані церковнослов'янською мовою. Важливими стали впливи Візантійської культури, зокрема розповсюдився візантійський стиль в архітектурі, в духовній музиці поширився знаменний розспів.
Християнство стало ідеологічним підґрунтям для феодальних відносин, сприяло входженню України-Руси до європейського культурного світу. Однак і після цього, Україна-Русь не втратила самобутності, своєрідності в усіх галузях культури. Із уведенням християнства піклування про освіту взяли на себе держава і церква. За князювання Володимира в Києві вже існувала державна школа, в якій навчалися діти з найближчого оточення князя. Школу для підготовки освіченого духівництва було відкрито Ярославом у Новгороді, котрий «зібрав від старостів і попових дітей триста учити з книг». 1086 року, згідно з повідомленням літопису, дочка Всеволода Ярославича Янка (Анна) заснувала при Андріївському монастирі школу для дівчат.
Вже з ХІ століття, відомі театральні вистави скоморохів. В часи Київської Русі елементи театру були присутні в церковних обрядах. Про це свідчать фрески Софійського собору в Києві (ХІ століття).

#### Український іконопис
З поширенням християнства східного обряду (Православ'я) на слов'янські землі, канонічна візантійська релігійна традиція ікономалярства, утвердилася й на українському ґрунті. У західній церковній традиції (Католицизм) релігійним зображенням, не надавалося особливого священного значення, їх було тлумачено просто як картини на релігійні сюжети.
На українських землях малювання ікон простежується від кінця ХІ століття у середовищі Києво-Печерського монастиря, до якого належав перший згаданий у писемних джерелах український маляр — святий Аліпій Печерський. До творінь його школи належить й ансамбль іконостаса у складі п'яти ікон «Моління» та двох намісних (одна з них — Богородиці), а також найдавніша оригінальна українська ікона — «Богородиця зі святими Антонієм та Феодосієм Печерськими», яка нині зберігається в Російській Федерації — Третьяковській галереї.
Від 2-ї половини XV століття, після відновлення Київської митрополії з центром у Києві, та входження українських земель до складу Великого князівства Литовського та Корони Польської, й з остаточним завоюванням турками Візантії та слов'янських країн Балканського півострова, розпочався пізньосередньовічний період розвитку українського іконопису (знаний на початковому етапі насамперед за пам'ятками перемишльської школи).

### XIII—XV століття
Монгольська навала середини XIII століття стала причиною затяжного економічного занепаду. У низці виробництв спостерігалося падіння або забуття складної техніки, спрощувалася реміснича промисловість. На тривалий час було припинено будівництво. Центром духовної культури залишалися однак православна церква, яка зоставалася володарями Орди недоторканою.
Із занепадом Київського і Чернігівського князівств, головним осередком розвитку української культури було Галицько-Волинське князівство, що перебувало у сприятливішому геополітичному становищі. Становище почало поступово змінюватися із входженням українських земель до складу Великого князівства Литовського. В культурі стає помітним західноєвропейський вплив. Його поєднання з місцевими традиціями визначило культурний зміст епохи. Значних висот досягли наукові знання в гуманітарних галузях: філософії, історії. Розвивалися світські мотиви в літературі. Архітектура храмів набуває рис готичного стилю, поширеного в міському будівництві Європи. Продовжувався розвиток різних жанрів народного мистецтва: декоративно-ужиткового, музичного, театрального. Народна творчість збагачувалася героїчними, визвольними мотивами.

### XVI—XVIII століття
У XVI столітті триває усталення і пожвавлення економічного життя, зростання міст. На Волині і в Галичині все ширше застосовувалося будівництво світських споруд не з дерева, а з каменю і цегли, у XV столітті у Львові було побудовано водопровід.
Із укладанням Люблінської унії 1569 року, українські землі опинилися під володінням Речі Посполитої. Позиція соціальної шляхти в нових умовах була неоднозначною. Своєю добродійністю прославилися князь Костянтин (Василь) Острозький, князь Юрій Слуцький, Єлизавета (Галшка) Гулечівна. Однак більшість українських феодалів (шляхти), верхівка духовенства в умовах панування Речі Посполитої, віддалялися від національної культури — мови, звичаїв, православної віри і сприймали польську.
У такому історичному становищі, роль духовного лідера народу взяло на себе козацтво — самобутній суспільний стан, який утворився в XV—XVI століттях. Саме козацтво підхопило прагнення українців до національної державності, виступило захисником православної церкви, української мови.

### XIX століття

#### Українськегончарство
Гончарство на теренах України існує ще з трипільських часів — між 5500 та 2750 роками до нашої ери, задовго до Стародавньої Греції.
Із використанням спеціальної обпалювальної печі — горна, виготовляли більшість керамічного посуду в Київській Русі, де гончарне ремесло досягало високого рівня. У XIV—XV ст. в Україні почали застосовувати досконаліший та продуктивніший ножний круг.
Українські гончарі виробляли посуд для приготування, зберігання й подавання на стіл певних страв (горшки, миски й полумиски, глечики, макітри, гладишки, барильця, довжанки, баньки, куманці), декоративний посуд, кахлі, черепицю, цеглу, дитячі іграшки тощо.
Розквіту гончарства в Україні, сприяла наявність в її надрах покладів високоякісних червоних, червоно-бурих та світло-сірих глин, що й зумовило виникнення значних осередків керамічного виробництва.
На сьогодні у ХХІ ст. гончарство, як і інші кустарні промисли, дещо відійшло в минуле. Але все ж у регіонах (село Опішня на Полтавщині, Бубнівка Вінницька область, Чернігівщина, Полісся, Косівська кераміка, тощо) де воно було поширене в Україні, і зараз є багато продовжувачів традицій. Тепер, це швидше мистецтво, ніж промисел.

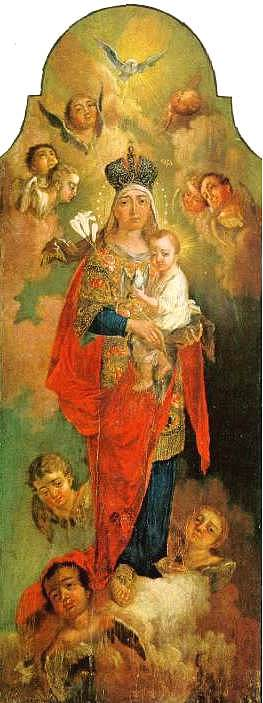
Українська ікона. Л. Боровиковський, Богоматір,1784

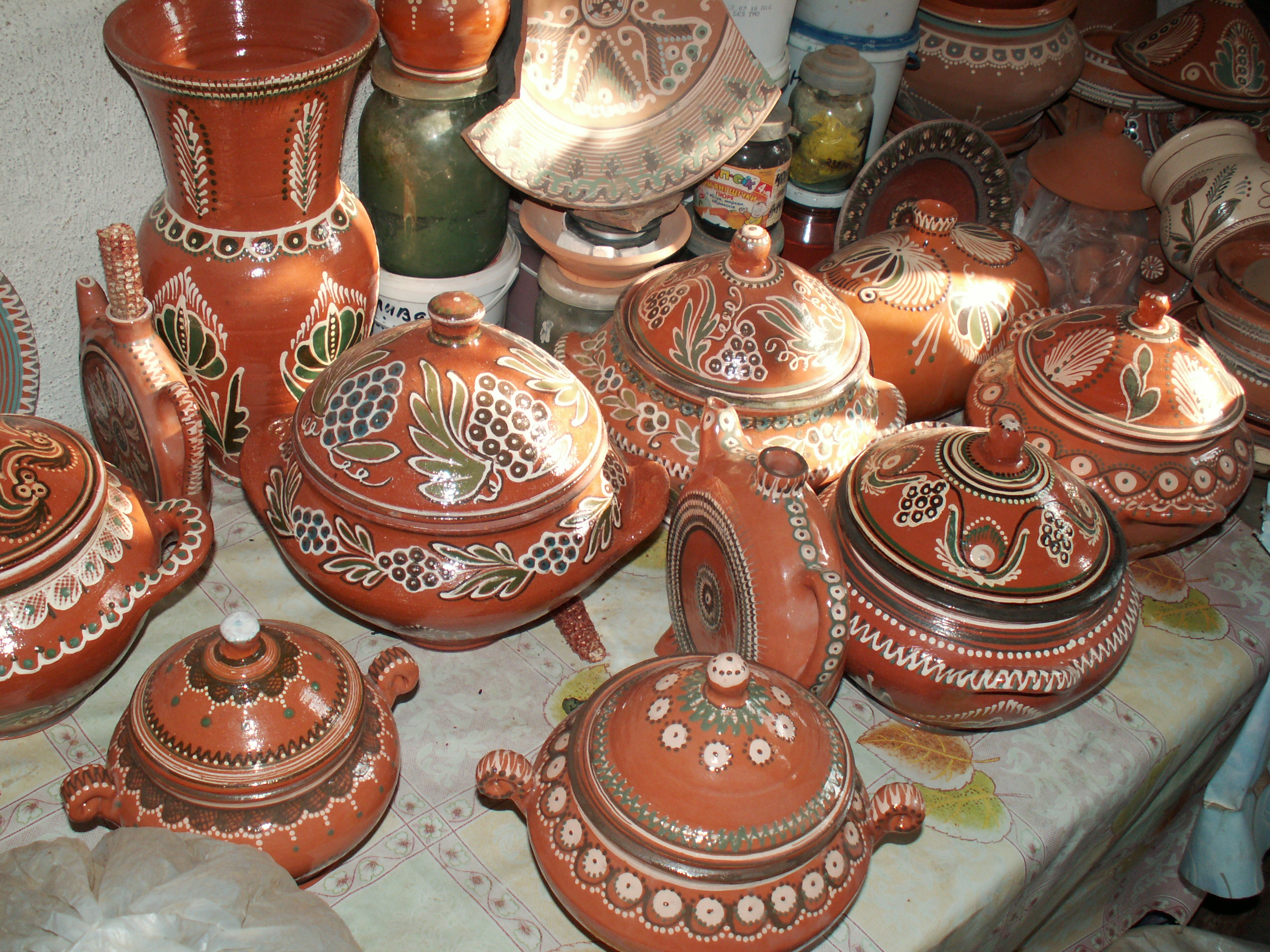
Бубнівська кераміка

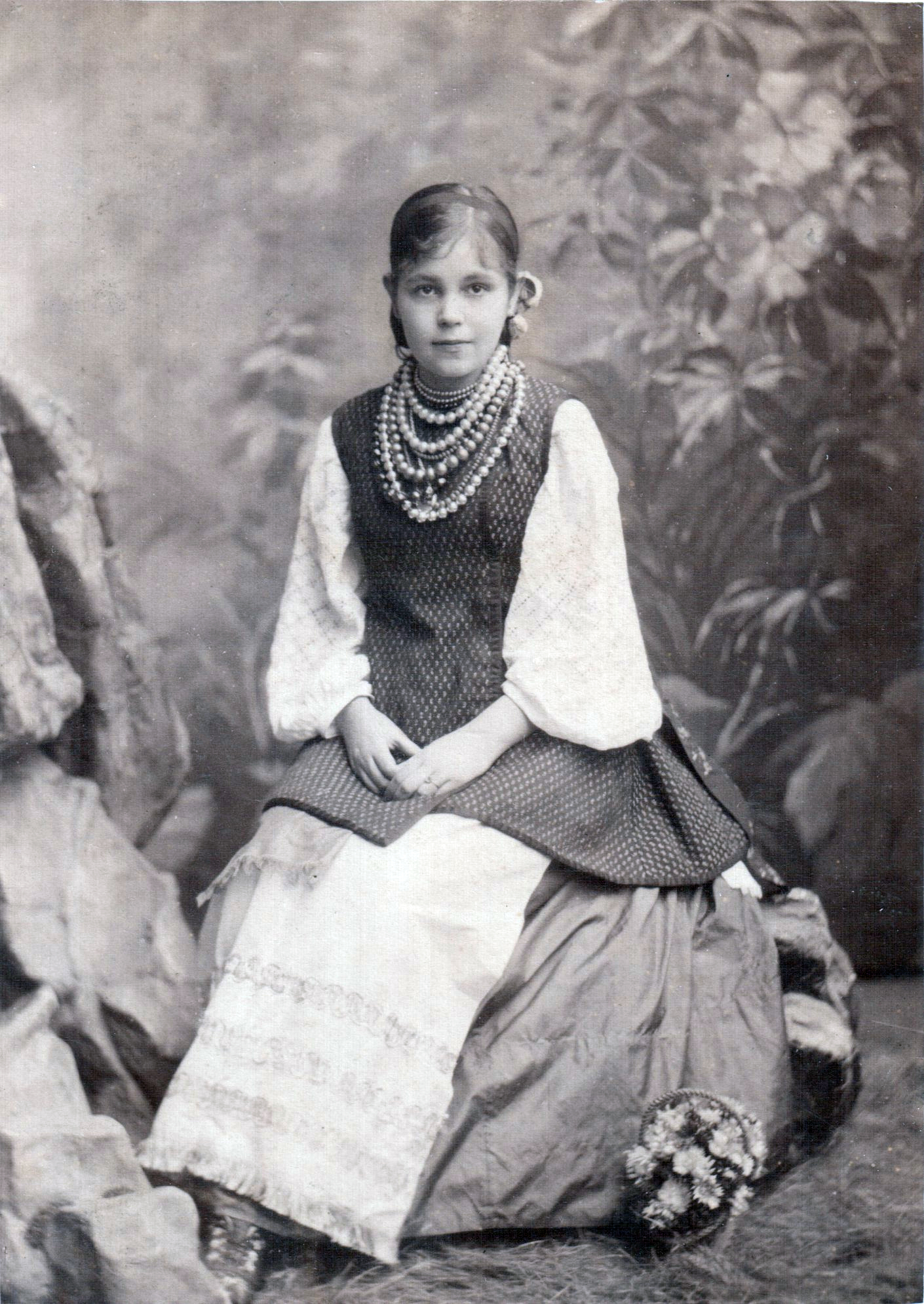
Культура зовнішності.
Українське національне вбрання. Людмила Старицька, 1882

### ХХ століття

#### Петриківський розпис як явище культури
Петрикі́вський ро́зпис, або «петрикі́вка» — українське декоративно-орнаментальне народне малярство, яке зародилося на Дніпровщині в селищі Петриківка.

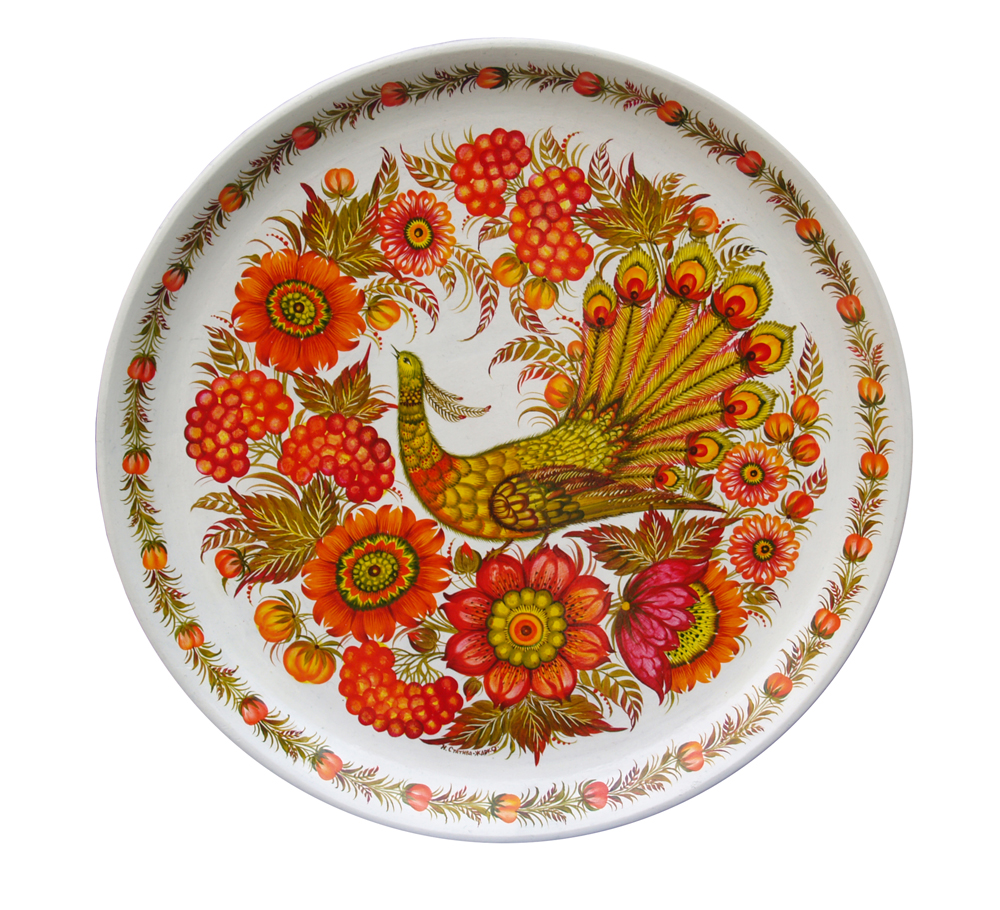
Таріль дерев'яна «Серпень» Петриківський розпис

Окремі речі з візерунками в спосіб петриківського розпису, збереглися ще з XVIII століття. Однак у сучасному розумінні, цей напрямок утворився наприкінці XIX — на початку XX століття. Походження петриківського розпису пов'язують з козацтвом і заселенням Дніпровщини вихідцями з Полтавщини, Слобожанщини та Поділля у XVIII та в першій половині XIX століття. Проте невідомо, де й коли са́ме розвинулися звичаї, що лягли в основу цього напрямку малярства.
Власне назву, петриківський розпис отримав від назви села Петриківка (тепер, ХХІ ст.– центр Петриківського району Дніпропетровської області), заснованого 1772 року на березі річки Чаплинка гетьманом Петром Калнишевським.
Художню основу петриківського малярства склали звичаї декоративного розпису внутрішніх приміщень селянських хат. Мальовничий стінопис був поширений в багатьох регіонах України. На Дніпропетровщині існувала звичка заквітчувати стіни хат багатим рослинним орнаментом. Особливими художніми якостями відзначалися стінописи в селі Петриківка. Малюнки на стінах хат не були довговічними. Перед великими святами стіни оселі білили і заново наносили нові квіткові орнаменти — переважно це робили жінки.
5 грудня 2013 року петриківський розпис було внесено до Репрезентативного списку нематеріальної культурної спадщини людства ЮНЕСКО.

#### Наївне мистецтвоМарії Примаченко
Живопис Марії Примаченко посідає окреме місце в українському мистецтві ХХ століття.
Це одна з найвідоміших українських художниць представників наївного мистецтва, лауреат Національної премії України ім. Т. Г. Шевченка (1966).
2009-й рік, за рішенням ЮНЕСКО, було визнано роком Марії Примаченко. Пані Марія дивовижно об'єднала у власній творчості малюнок і живопис. Це — і мальовнича графіка, і графічний живопис водночас. За типологією роботи Приймаченко можна умовно поділити на сюжетні (фігурні), знакові, ритміко-орнаментальні. Приймаченко постійно вчилася у рідної поліської природи.
Художниця створила понад 800 картин, 650 робіт мисткині зберігаються у Національному музеї українського народного декоративного мистецтва (Київ).
1937 року, на міжнародній виставці у Парижі, Марія Примаченко отримала золоту медаль.

#### Писанкарство
На теренах України культові яйця знайдено в похованнях скіфів, у Східному Криму (IV ст. до н. е.). Знахідки писанок у Києві та Новгороді засвідчують, що вони використовувалися як обереги-брязкальця: всередину порожньої шкаралупи клався камінець. Подібні брязкальця — поширений предмет, призначений відганяти звуком злі сили. Керамічні писанки відомі в давньоруських поселеннях від XI століття. Знахідки давніх писанок пов'язані зі звичаями закопувати яйця на ниві задля врожаю, чи класти їх у поховання для вшанування батьків і дідів, або отримати від них заступництво.

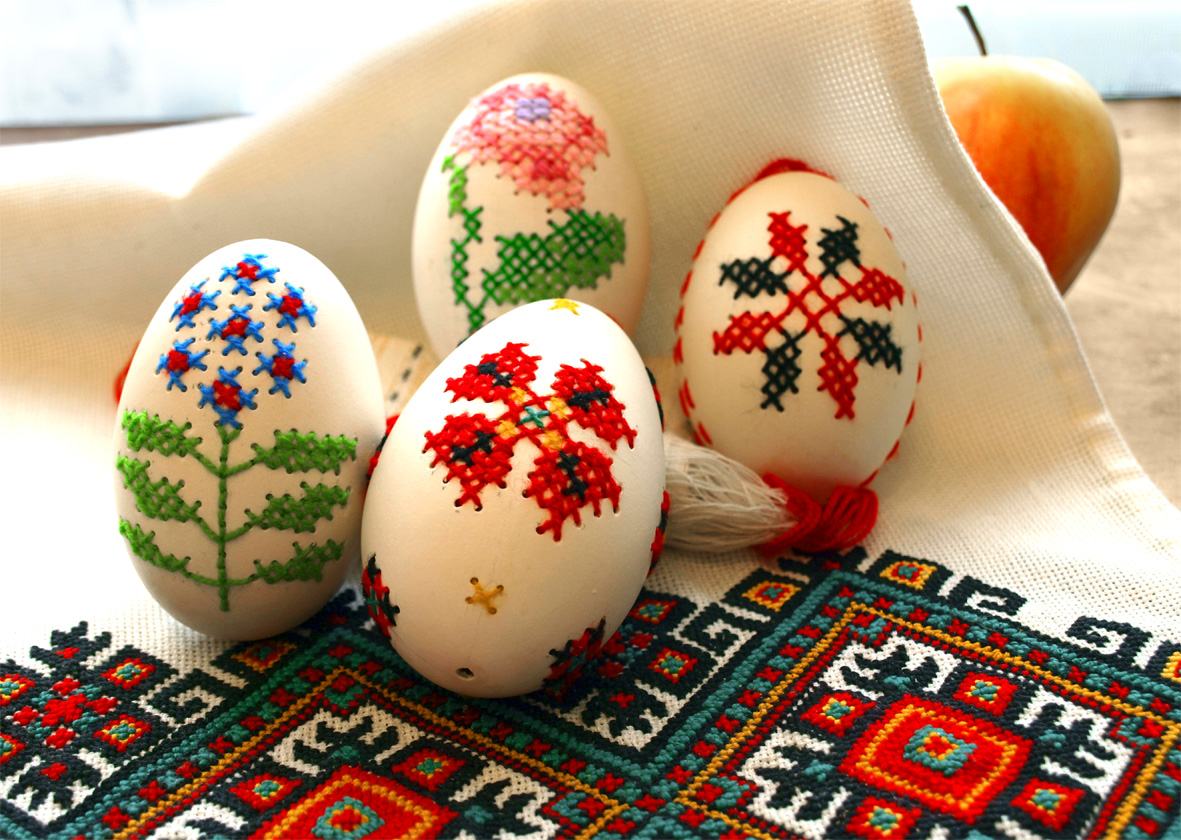
Вишиті писанки. Робота народної майстрині Луганщини Інни Форостюк

Пи́санка — яйце, прикрашене традиційними символами, які пишуться за допомогою воску й барвників.
Цей вид мистецтва поширений у багатьох народів світу. Писанка, як і яйце взагалі, символізує початок, народження життя. З писанками і фарбованими яйцями (крашанками) пов'язано безліч легенд, повір'їв, переказів, звичаїв, традицій, обрядів, які виникли ще в язичницьку добу, видозмінювалися, а з прийняттям християнства набули нової якості — пов'язаної з дійством освячення паски під час найголовнішого християнського свята — Великодня, та символізму воскресіння Христа з майбутнім воскресінням померлих людей. Звідси і їхня узагальнена назва — «великодні яйця».

Предки слов'ян називали розписані яєчка «красними яєчками». Давніми художниками для декорування писанок використовувались саморобні фарби, які виготовлялись з кори та плодів дерев, трав і квітів. Сучасні писанки можуть створюватися в різноманітних техніках, зокрема з використанням синтетичних барвників.

#### Народна архітектура
Див. також: Українська архітектура

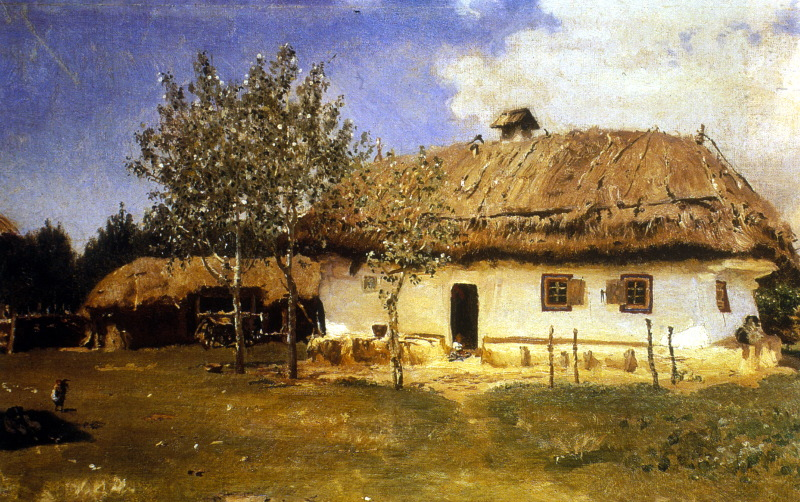
Українська хата-мазанка. Рєпін, 1880.

Різні землі України мають властивий їм стиль народної архітектури, заснований на місцевих звичаях та знаннях, переданих поколіннями. Народна архітектура українців багата видами споруд і оригінальна за їх формами. Вона стала спадкоємницею традицій, що утворились на українських землях протягом попередніх тисячоліть. Й хоча великий вплив на становлення народної архітектури, характер будівель та їхнє розміщення мали природні умови, будівельні матеріали та способи будування, українці зуміли створити самобутні й своєрідні типи селянської хати та християнського храму, що є спільними для усіх земель, заселених українцями (це стосується як етнічних земель, так і діаспорного розселення).
Якщо на заході України переважали дерев'яні споруди з різьбленням, а на півночі хати будували з дерева «в зруб», то на сході, півдні і в центрі — мальовані хати мазанки під стріхою. Музей народної архітектури та побуту Центральної Наддніпрянщини розташований у Переяславі. Музей просто неба, містить 13 тематичних музеїв, 122 зразки національної архітектури та понад 30 000 історичних культурних об'єктів. Національний музей народної архітектури та побуту України в Пирогові, на теренах якого зосереджено 275 архітектурних зразків народного будівництва XVI—XX століть. Садиби з сільськими хатами й господарськими будівлями розташовано з докладною достовірністю, та згуртовано відповідно до особливостей планування поселень того чи іншого історико-етнографічного регіону.
У фондах музею зберігається понад 70 тисяч предметів побуту, творів народного мистецтва, знарядь праці. Найцікавішими з експонатів, обладнано інтер'єри будівель.
Музей українського народного декоративного мистецтва — один із найбільш знаних музеїв, що зберігає роботи декоративних архітектурних застосувань в українському будівництві. Декоративна обробка використовує старовинні традиційні візерунки дизайну.
На теренах України виник своєрідний архітектурний стиль Українське бароко.

#### Кінематограф
Докладніше: Український кінематограф
День українського кіно. 17 шедеврів, які має подивитись кожен [Архівовано 24 вересня 2021 у Wayback Machine.]
- У першому опитуванні кінокритиків 2014 року, британського журналу Sight & Sound з визначення найкращих документальних фільмів світу усіх часів, фільм одесита Дзиґи Вертова «Людина з кіноапаратом» посів 1-ше місце.[9]
- 1958 року на Всесвітній виставці в Брюсселі (Бельгія) в підсумку опитування, проведеного Бельгійською синематекою серед 117 видатних критиків і кінознавців із 26 країн світу, німий художній фільм «Земля» видатного українського режисера Олександра Довженка, було названо серед 12 найкращих картин усіх часів і народів.[10] 2015 року, ЮНЕСКО назвала «Землю» однією з п'яти головних стрічок світової історії.[11]
- 1964 року, відбулася прем'єра «Тіні забутих предків» Сергія Параджанова. Фільм отримав світове визнання (нагороди Аргентини, Італії, Греції).
- 1991 року за фільм «Голод-33», режисер Олесь Янчук отримав 1-й приз Міжнародного кінофестивалю кінематографічного спадку у Франції, одним із перших так голосно заявивши про цю трагедію українського народу.[12]
- 2003 року, український мультфільм «Йшов трамвай дев'ятий номер» здобув нагороду «Срібний ведмідь» Берлінського кінофестивалю.
- 2005 року — здобуття першої після відновлення незалежності України, «Золотої пальмової гілки» на Каннському міжнародному кінофестивалі. Її отримав Ігор Стрембіцький за короткометражний фільм «Подорожні».[13]
- 2014 року вийшла стрічка «Плем'я», яка особлива тим, що вона стала першим фільмом у світі, знятим без жодного слова — винятково українською жестовою мовою, і до того-ж не має субтитрів, інтертитрів чи закадрового голосу. Стрічка вийшла в прокат у десятках країн та була представлена на понад 100 кінофестивалях світу, де отримала понад 40 нагород, серед яких Європейський кіноприз і три призи Каннського кінофестивалю. На переконання режисера Мирослава Слабошпицького, «Плем'я» стало першим українським фільмом, що вийшов у прокат в багатьох країнах світу.[14]
- 2020 — «Атлантида» Валентина Васяновича ще до виходу в прокат стала головним вітчизняним фільмом останніх років. На ту мить за нею вже був чималий перелік досягнень: перемога у програмі «Горизонти» Венеційського кінофестивалю, премія «Фільм року» від Національної премії кінокритиків України, нагороди на кінофестивалях по всьому світу та висунення на «Оскар».

## Культура сучасної України

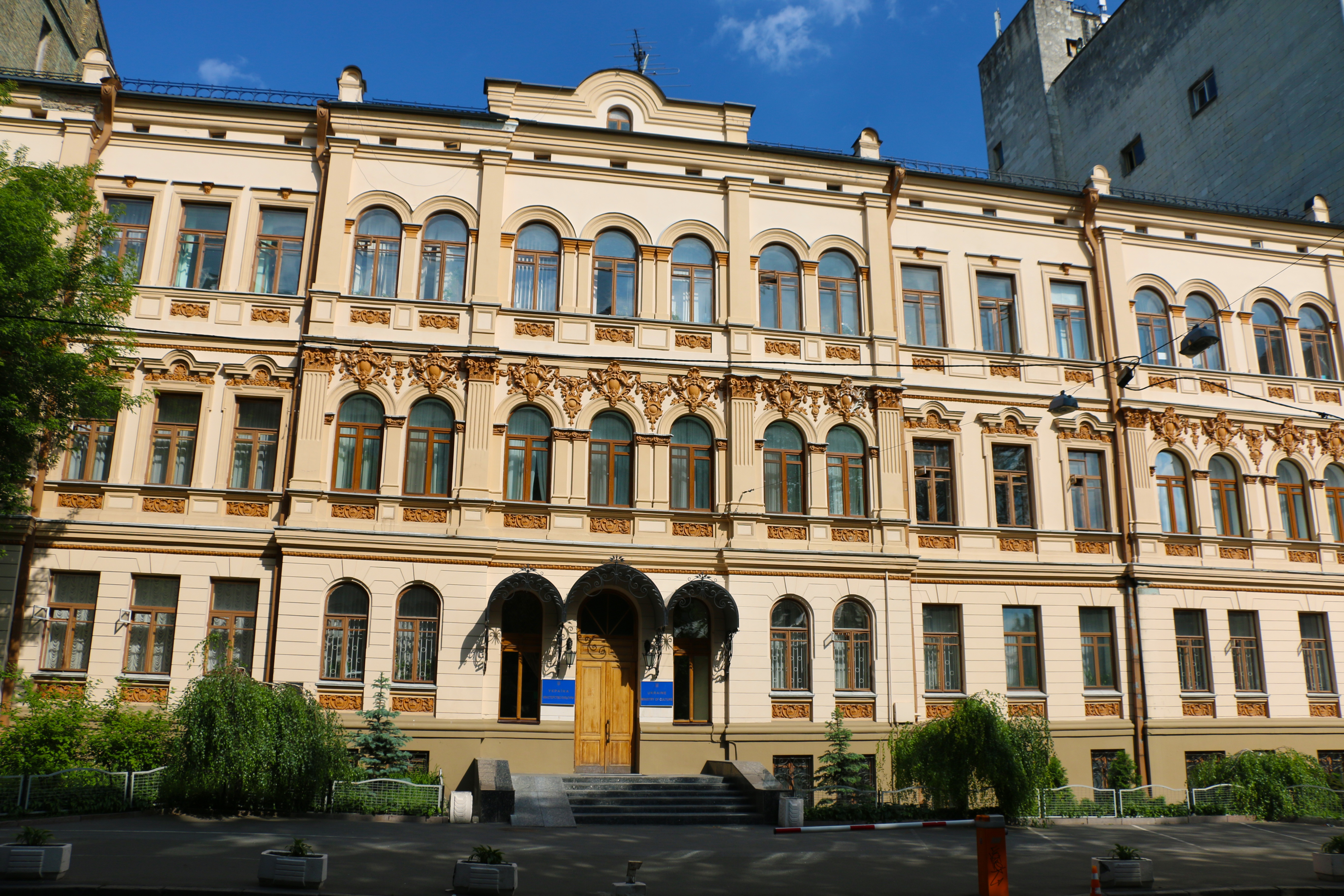
Міністерство культури України

В сучасній Україні культура, як і інші сфери життя, підпадає під опіку держави. Правові засади діяльності у галузі культури підтримуються «Законом України про культуру», а культура визначається як «сукупність матеріального і духовного надбання певної людської спільноти (етносу, нації), нагромадженого, закріпленого і збагаченого протягом тривалого періоду, що передається від покоління до покоління, охоплює всі види мистецтва, культурну спадщину, культурні цінності, науку, освіту та визначає рівень розвитку цієї спільноти».
Центральним виконавчим органом влади, що опікується сферою культури є Міністерство культури України, на яке покладене завдання розробки державної політики у галузі кінематографії, формування та забезпечення впровадження державної політики у сферах культури та мистецтв, охорони культурної спадщини, вивезення, ввезення і повернення культурних цінностей, державної мовної політики, а також бути спеціально уповноваженим центральним органом виконавчої влади у галузі міжнаціональних відносин, релігії та захисту прав національних меншин України.
В Україні розвинена базова мережа закладів культури, водночас частина закладів підпорядковані безпосередньо міністерству культури і фінансується з державного бюджету — вищі навчальні заклади, філармонії, обласні бібліотеки та інші, частина ж закладів підпорядкована місцевим органам влади і фінансується з місцевих бюджетів, інша частина — приватної форми власності.
Після прийняття змін до Закону про культуру на початку 2017 року, працівники культури, на відміну від працівників інших спеціальностей, оформлюють трудові відносини винятково шляхом укладання контрактів. На думку розробників цього Закону, така особливість оформлення трудових відносин сприятиме створенню конкурентного середовища у галузі культури. Водночас у мистецькому середовищі ця особливість Закону про культуру, викликала негативне ставлення і спонукала Уповноваженого з прав людини звернутись до Конституційного суду щодо порушення права на працю працівників культури

### Театральна культура

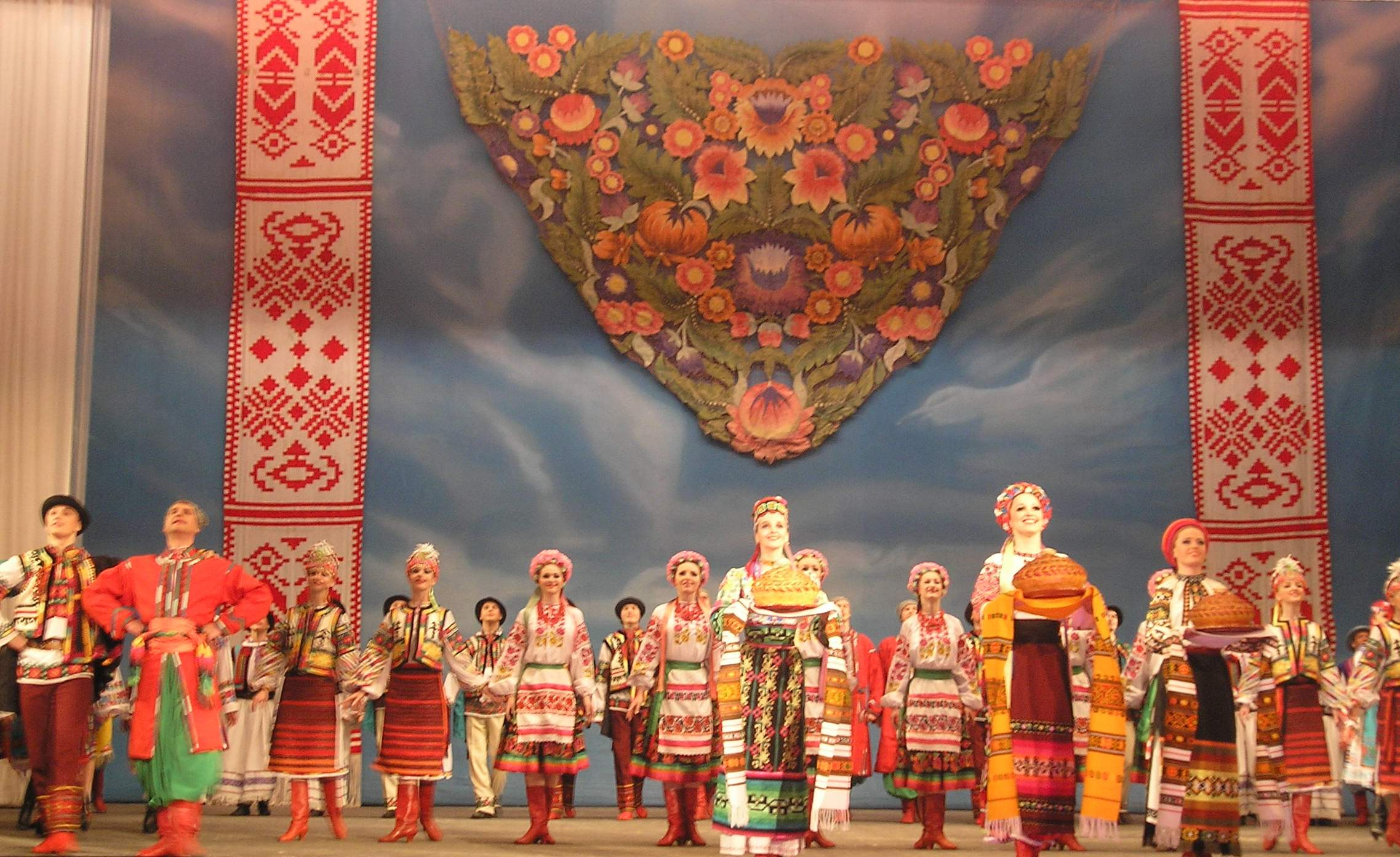
Сцена з українського народного мистецтва, Донецьк, 2006. Ансамбль ім. Вірського.

Театральне мистецтво України бере початок з глибокої давнини, коли воно проявлялося в народних іграх, танцях, піснях та обрядах.
Перші зразки драми, прилюдно виголошувалися учнями київських Братської та Лаврської шкіл (16-17 століття). Важливими осередками розвитку релігійної драми того часу, вважалася також Львівська братська школа та Острозька академія.
У 17-18 столітті широкого розмаху набули вертепи — мандрівні театри маріонеток, які виконували різдвяні драми та соціально-побутові інтермедії.
Становлення класичної української драматургії пов'язане з іменами Івана Котляревського, який очолив театр у Полтаві та Григорія Квітки-Основ'яненка, основоположника художньої прози в новій українській літературі. Бурлеск та експресивність, поряд з мальовничістю та гумором, що притаманні їх творам, надовго визначили обличчя академічного театру в Україні.
1904 року, М.Лисенко започаткував у Києві музично-драматичну школу, з 1907 року там же працював український стаціонарний театр Миколи Садовського, а 1915 року, Іван Мар'яненко заснував Товариство українських акторів. Театри і трупи Наддніпровської України та Галичини ставили п'єси Лесі Українки, Олександра Олеся, Володимира Винниченка, вони прагнули освоїти світову класику, зверталися до творів європейських авангардистських авторів. 1916 року, Лесь Курбас став організатором «Молодого театру» у Києві, в якому на високому художньому рівні вирішувалися завдання оновлення українського сценічного мистецтва.
За роки після відновлення незалежності, в Україні з'явилося багато нових театрів, зростає інтерес до народного та вуличного театру. Українське драматичне мистецтво дедалі активніше вплітається в європейський культурний простір. Світове визнання здобув театральний режисер Роман Віктюк, творчість якого стала вагомим внеском до світової театральної естетики кінця 20 століття. Відомий далеко за межами України й інший український режисер — Андрій Жолдак. Низка талановитих акторів українського театру, Богдан Ступка, Наталія Сумська, Ада Роговцева, Анатолій Хостікоєв та інші, з великим успіхом знялися у вітчизняних і закордонних кінострічках.
Україна має сім театрів опери та балету (Дніпро, Донецьк, Київ, Львів, Одеса, Харків, Чернівці) і більше сотні інших театрів: віртуальна подорож, яка дасть можливість доторкнутись до унікальної архітектури оперних театрів України  [Архівовано 15 вересня 2021 у Wayback Machine.]

### Статистичні показники
За даними Держкомстату, кількісні показники закладів культури та їх відвідуваності були такими
| Показник                                  | Показник                                     | Рік  | Рік    | Рік    |
| Показник                                  | Показник                                     | 1990 | 2013   | 2015   |
| ----------------------------------------- | -------------------------------------------- | ---- | ------ | ------ |
| Школи естетичного виховання               | Школи естетичного виховання                  | 1445 | 1452▲  | 1280▼  |
| Театри                                    | Кількість театрів                            | 125  | 133▲   | 113▼   |
| Театри                                    | Кількість відвідувань театрів за рік, млн.   | 17,6 | 6,9▼   | 5,6▼   |
| Концертні організації                     | Кількість концертних організацій             | 44   | 85▲    | 73▼    |
| Концертні організації                     | Кількість слухачів на концертах за рік, млн. | 15   | 4,6▼   | 2,5▼   |
| Музеї                                     | Кількість музеїв                             | 214  | 608▲   | 564▼   |
| Музеї                                     | Кількість відвідувань музеїв за рік, млн.    | 31,8 | 22,3 ▼ | 15,1▼  |
| Бібліотеки                                | Кількість бібліотек, тис.2                   | 25,6 | 19,1▼  | 17,3▼  |
| Бібліотеки                                | Бібліотечний фонд, млн. примірників          | 419  | 311▼   | 266▼   |
| Кінотеатри                                | Кількість демонстраторів фільмів, тис.       | 27,2 | 1,6▼   | 1,1▼   |
| Кінотеатри                                | Кількість глядачів на сеансах за рік, млн.   | 552  | 14▼    | 11▼    |
| Клубні заклади                            | Кількість клубних закладів, тис.             | 25,1 | 18,5▼  | 17,2▼  |
| Клубні заклади                            | Кількість місць в них, млн.                  | 6,5  | 4,7▼   | 4,3▼   |
| Випуск книжок та брошур                   | Кількість видань, друкованих одиниць         | 7046 | 26323▲ | 19958▼ |
| Випуск книжок та брошур                   | Тираж видань, млн. примірників               | 170  | 70▼    | 36▼    |
| Випуск періодичних і продовжуваних видань | Кількість видань, друкованих одиниць         | 185  | 3259▲  | 2847▼  |
| Випуск періодичних і продовжуваних видань | Річний тираж, млн. прим.                     | 166  | 468▲   | 233▼   |
| Кількість газет                           | Кількість видань, друкованих одиниць         | 1787 | 22704▲ | 18464▼ |
| Кількість газет                           | Середній разовий тираж, млн. прим.           | 25   | 52▲    | 40▼    |

### Українська вишивка

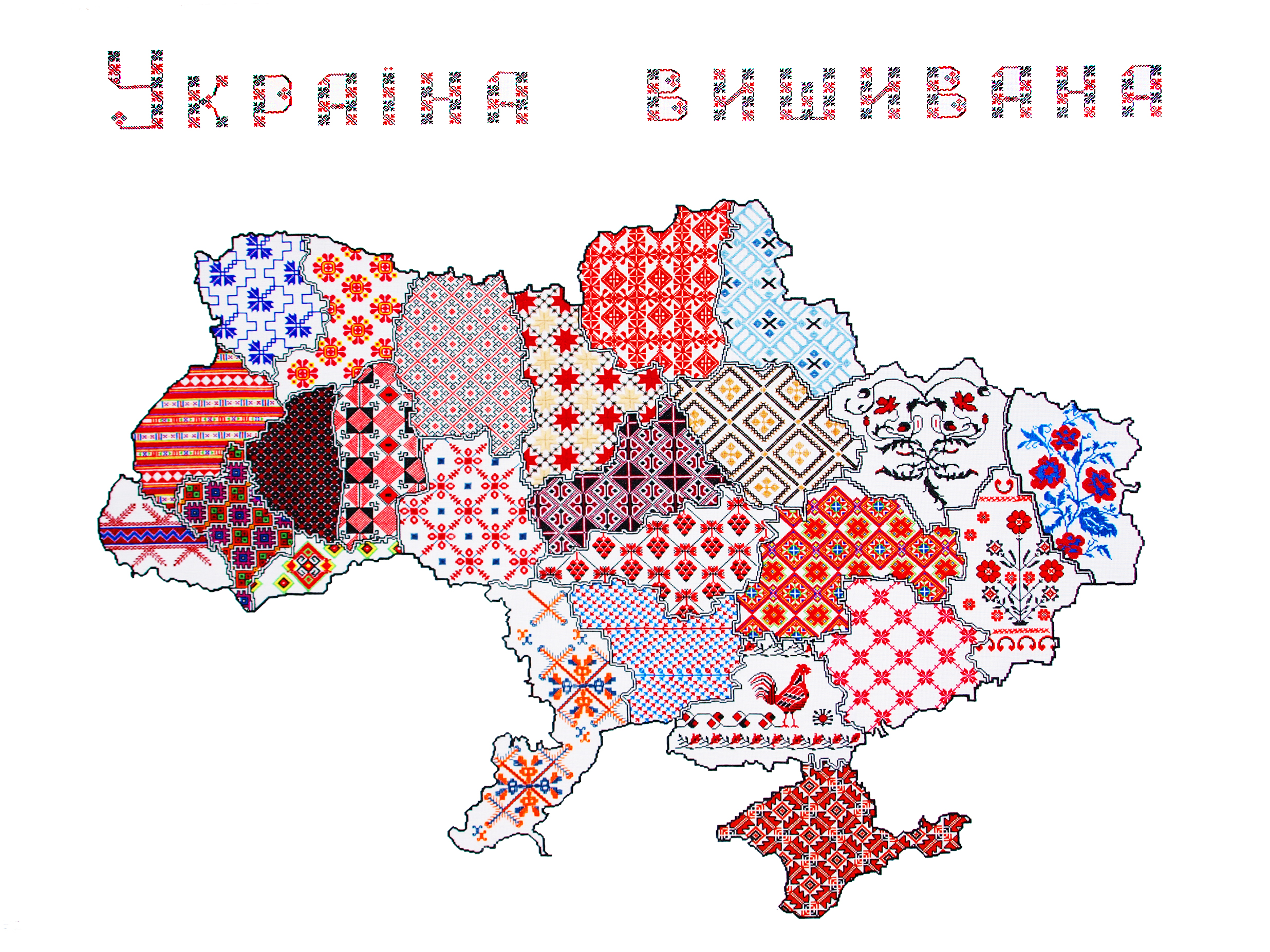
Географічні особливості на мапі «Україна вишивана», зробленій луганськими майстринями

Українська народна вишивка — видатне явище духовно-матеріальної культури українського народу. Упродовж тисячоліть, у народній вишивці знаходили  відбиття думки і настрої людини, що її творила, краса природи, полохливий світ думок майстринь, їхні сподівання на кращу долю, людські вірування, оберегові ознаки позначених візерунком за допомогою нитки й голки.
Народна вишивка — мистецтво, яке постійно розвивається. Це величезне багатство, створене протягом віків тисячами безіменних талановитих народних майстринь і майстрів.
Українське мистецтво вишивання має давнє походження, джерела якого сягають епохи неоліту.
Вишивки були відомі ще у II ст. до нашої ери. Стародавнє поширення одягу з вишивкою на теренах України, засвідчують зображення на творах декоративно-ужиткового мистецтва скіфської доби (золота пектораль з кургану Товста могила (IV ст. до н. е.), срібна ваза з кургану Чортомлик (IV ст. до н. е.), чаша з кургану Гайманова могила (IV ст. до н. е.) та інше). На знаменитій куль-обській вазі можна розрізнити сітчасті візерунки: ромби, кола, хрести. Металеві фігурки так званих «танцюристів» із мартинівського скарбу на Черкащині (IV ст. н. е.) мають на пазусі сорочок широку манишку з сітчастим орнаментом, яка сягає від коміра до пояса. Подібну «манишку» виявлено на бронзовій статуетці з-під Хорола на Полтавщині (IV—VII століття нашої ери).
З відродженням Незалежності України, а особливо після 2014 року, вишиванка почала рішуче повертати свою загальнонародність. Як чоловічі, так і жіночі різновиди одягу на тему традиційних вишиванок нині у 2020-х роках, поширені на мітингах, урочистих та молодіжних заходах, відновили своє місце й у весільній моді.
Вишиванка стала звичним нарядом чи й безкоштовною перепусткою до певних молодіжних тусівок та дискотек, особливо присвячених державним святам.
Окремим явищем повстали вишиванкові ходи наприкінці 2000-х, коли, не прив'язуючись до чинних свят, лише самої вишиванки стало достатньо, як причини організації велелюдної зустрічі. Подібні святкові прогулянки з українськими піснями, музикою, патріотичними гаслами найбільшого розголосу набули серед молоді 17-20 років, і постійно відбуваються в багатьох містах України.
У вишите українське вбрання вдягаються багато знаменитостей (селебріті) світу — Джекі Чан, Адель, Міла Куніс, Сандра Буллок, топ-моделі світу після модних фотознімань, наприклад Джордан Данн, Мелані Тьєррі, забирали вишиванки додому і хвалилися ними в Instagram.

### Релігія в Україні

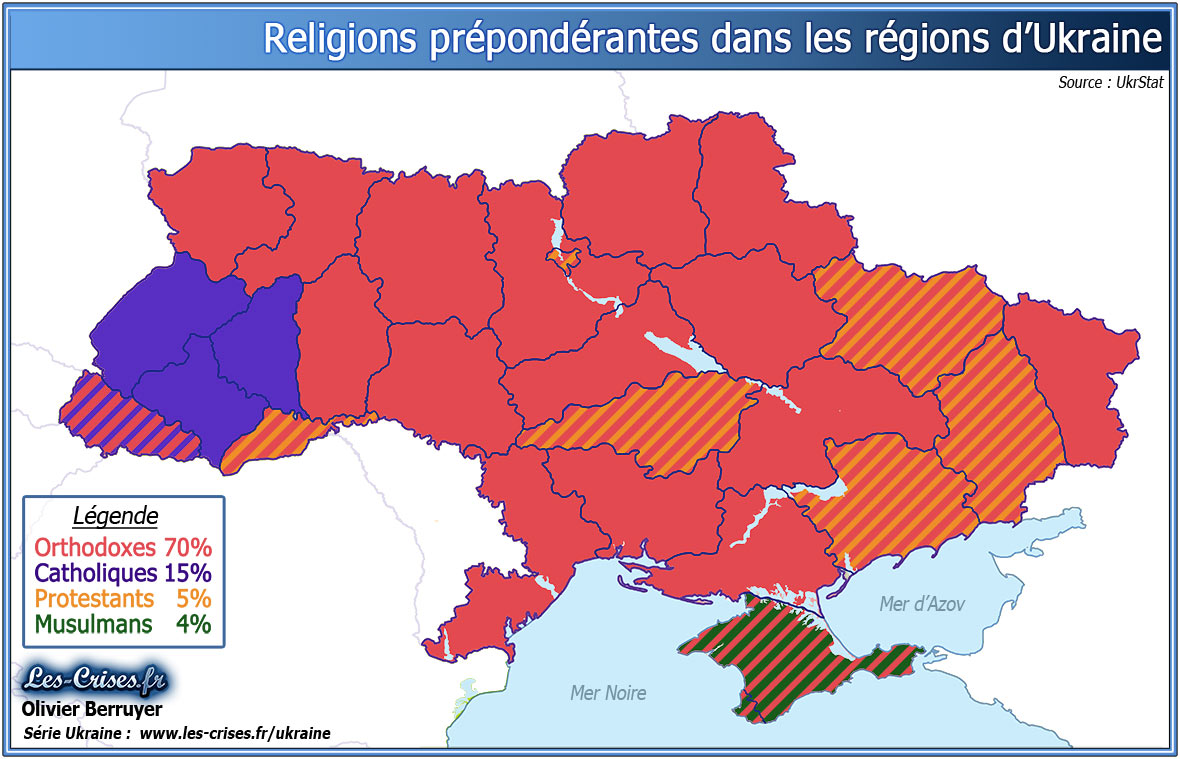
Мапа релігій в Україні. Orthodoxes (фран.) — православні, 2012

З огляду на історичні причини та через географічне розташування між мусульманською Туреччиною, католицькою Польщею та як вважається, православною — Російською Федерацією, Україна не змогла створити монорелігійну національну державу в той час, коли релігія була ще одним надійним стовпом влади. Через це навіть, найбільша Православна церква в країні є ближчою до народу, говорить його мовою і про його проблеми, а не пропагує наративи чинної влади. Вона історично має соборну структуру, що свідчить про її більший демократизм, що на думку професора Казанови, робить цю давню інституцію не лише більше пристосованою до вимог сучасного світу, але й неповторною в православному світі.
Більшість вірян України в опитуваннях називають себе православними (68,8 %), в різний час від третини до половини визнавали себе вірянами УПЦ-КП, яка посідає тим самим перше місце серед українських церков за чисельністю вірян і є найбільшою релігійною організацією в Україні. На 2018 рік, число вірян УПЦ КП становило 45,2 % проти 16,9 % для УПЦ МП. За статистикою 67,9 % громадян України — вважають себе вірянами. До того-ж більшість громадян України, православні — 62,3 %. Їхня кількість постійно знижується, ще 2014 року було 70,2 % православних.
Становище з релігійною свободою в окупованих Російською Федерацією регіонах України, як і в самій РФ, є повною протилежністю до тої релігійної терпимості, яка панує в Україні, відзначив у травні 2021 року, Хосе Казанова — старший науковий співробітник Берклійського центру релігії, миру та світових справ, заслужений професор соціології й теології, та релігієзнавства університету Джорджтауна.
Надання автокефалії Православній церкві України — дії церковної і світської влади в Україні та материнської Константинопольської православної церкви, спрямовані на подолання наслідків поділу українського православ'я та створення автокефальної помісної Православної церкви України. Підсумком цієї події, стало отримання Томосу про автокефалію, яке відбулося 6 січня 2019 року.

### Кухня
Їжа — важлива частина української культури. На Великдень, а також на Різдво вживаються особливі страви. Наприклад, проти Різдва люди готують кутю, яка являє собою суміш вареної пшеничної крупи, маку, меду та своєрідного солодкого хліба.
Зазвичай, українське харчування складається з риби, домашнього сиру (в тому числі твердого), вареників та різноманітних ковбас. Передусім хліб, є невід'ємною частиною кожного прийняття їжі, і його треба обов'язково додати, щоби як кажуть обід був «повноцінним». Під час Різдва Христового, наприклад, є звичай споживати дванадцять різноманітних страв. На Великдень святковий обід доповнюється знаменитими писанками, які являють собою кольорові та розмальовані візерунками яйця. Виготовлення цих яєць — тривала справа, і вони використовуються, насамперед, задля прикрашання центру столу, а не для негайного споживання.
Українці часто-густо виголошують тости за здоров'я, затримуються за столом й ведуть жваву розмову з родиною та друзями. Зазвичай після цього вони п'ють чай, вино або каву з простими ласощами, такими як печиво або коржики. Серед поширених страв харчування — сало, борщ, вареники, котлети, пироги, юшка та плов.

### Культура та звичаї

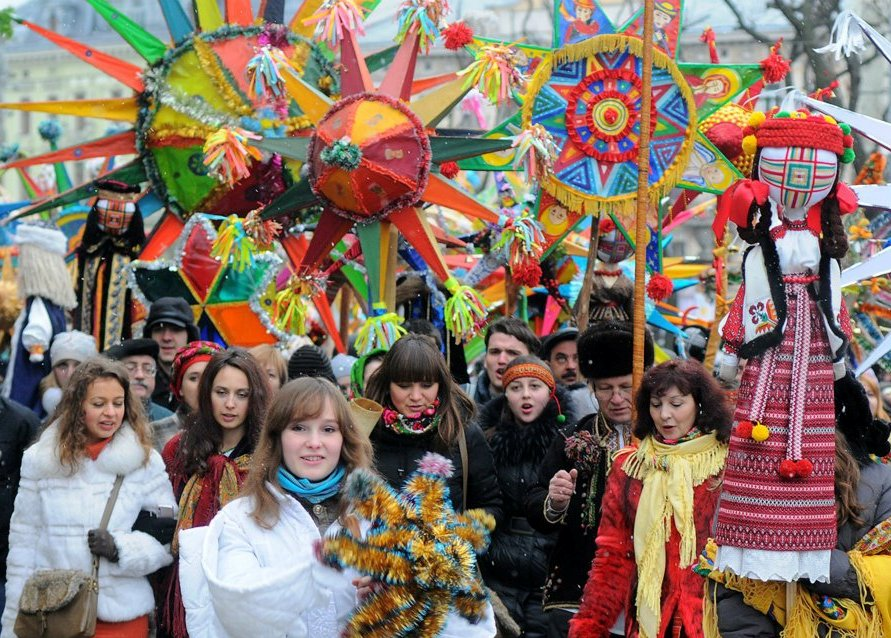
Колядники у Львові, початок 2010-х

Повсякденне життя українського народу, а також святкування зазвичай супроводжуються цікавими звичаями, які пройшли крізь століття. Здебільшого, українська молодь, із задоволенням шанує ці традиції, зберігаючи духовну спадкоємність  разом з їх предками. Крім того, у всіх цих звичаях можна ясно помітити, як язичницькі та християнські вірування переплетені між собою, і як вони наповнюють святковістю обряди.
Різдво — під час Різдвяних свят в Україні, співають колядки, діти виконують різдвяні пісні йдучи від хати до хати і бажають господарям цих будинків миру і процвітання. При цьому посівають пшеницею або ячменем, котрі, як вважається, принесуть добробут і щастя в дім. За це господарі дякують дітям, дарують їм цукерки і монети, які приносять удачу протягом всього року.
Великдень — головне православне свято. Цього дня душі вірян переповнені радістю, випромінюють щастя, природа також сприяє цьому. Відступають ознаки зимового сну, весняним теплом наповнюється природа та душі людей. Прийнято не спати в ніч перед Великоднем, напередодні всі йдуть до церкви. Люди приносять з собою різноманітні страви в кошику для освячення і коли повертаються додому, настає пора перервати піст та насолодитися смаколиками. Незалежно від того що на столі може бути  кулінарне розмаїття, прийнято почати свято пасхальним хлібом (паскою). В цей день кожен православний християнин вітає інших словами: Христос воскрес! І отримує підтвердження у відповідь: Воістину воскрес!
Івана Купала — стародавнє слов'янське свято Івана Купала організовують на честь сонця і відзначають день літнього сонцестояння. Свято наповнено обрядами, пов'язаними з водою, вогнем і травами. Цього дня сміливці стрибають через вогонь, а опівночі люди шукають квітку папороті, щоб отримати можливість зазирнути в майбутнє і знайти незлічені багатства. Дівчата роблять вінки з польових квітів. Пускають їх на воду і  спостерігають: якщо вінок попливе — дівчина вийде заміж цього року, якщо потоне — ні.
Весільні традиції — родина має велике значення для українців, через це за весільними обрядами, звичаями шлюбу та хрестин, стежать з особливою увагою. Весільні церемонії можуть починатися з обряду сватання: наречений посилає старших, шановних людей, які пропонують батькам нареченої видати їх дочку заміж. У разі схвальної відповіді, дівчина передає вишитий рушник, у випадку відмови старші (свати), отримують гарбуз.

### Інтернет-культура
Жваво розвивається в Україні і цифрова культура, адже лише з жовтня 2020 по січень 2021 року, кількість 5G-смартфонів в Україні зросла з 31 тисячі до 194 тисяч одиниць. Водночас кількість 4G-смартфонів за цей же час, збільшилася вже з 30 млн до 39,9 млн штук.
З'явилася велика кількість Ютуб-каналів для дітей українською мовою. Постійно збільшується кількість україномовних блогерів на YouTube.
Для прикладу, в Україні перше відео на YouTube було завантажено 2005 року. 29 жовтня 2012 року відбулася перша трансляція українського 5 каналу про Вибори. Українська мова вперше стала доступною для користувачів Youtube — 13 грудня 2012 року.
Вже 2014 року, сім YouTube-каналів з України було відзначено нагородою «Срібна кнопка» (англ. Silver Play Button Youtube) за здобуття 100 тисяч підписників. Серед них 5 канал, Громадське телебачення, Еспресо TV, Телебачення Торонто та Розетка. Згодом, цю нагороду здобули ТСН, DZIDZIO, Потап і Настя, тощо.
Відео деяких виконавців популярної української музики, мають десятки мільйонів переглядів на YouTube, а наприклад відеокліп групи Kazka — Плакала з однойменною україномовною піснею, станом на 14 вересня 2021, передивилися за два роки більше 385 млн разів, до того ж аудіокліп на цю-ж пісню — мав ще 92 мільйони переглядів.
Великих успіхів досягають українські кліпмейкери. Кліп української режисерки Тані Муїньо на пісню Montero (Call Me By Your Name) американського репера Lil Nas X отримав три нагороди премії MTV Video Music Awards 2021. Його визнано переможцем у категоріях «Відео року», «Найкраща режисура» та «Найкращі візуальні ефекти», а загалом він був номінований на п'ять категорій. Станом на ранок 13 вересня 2021 року, кліп на YouTube за півроку, переглянули майже 347 мільйонів разів.
Мультяшний відеоролик на YouTube «Булька — веселі дитячі пісні і розвивальні мультики» за три роки, станом на вересень 2021, переглянули 67 мільйонів разів. [Архівовано 26 вересня 2021 у Wayback Machine.]
Українська індустрія відеоігор зосереджена на розробці. Можливості вітчизняних розробників відомі за кордоном — український підрозділ Ubisoft працював над такими знаними серіями ігор, як Assassin's Creed і Far Cry. Україна має найбільшу у світі кількість спеціалістів, які працюють з ігровим рушієм Unity 3D.
Аутсорсинг ІТ в Україні стає все більш знаним: Україна стає провідним напрямком ІТ — аутсорсингу в Європі завдяки власній бурхливій технологічній екосистемі, яка, за прогнозами, досягне 8,4 мільярдів доларів США в обсязі експорту галузі 2025 року, великому набору талантів у 200 000 ІТ — фахівців, та міцній технічній освіті. Українські розробники програмного забезпечення визнані серед 5-ти найсильніших ІТ-фахівців у всьому світі завдяки своєму великому технічному досвіду, високому рівню володіння англійською мовою (70 % володіють англійською мовою на рівні середнього та вище середнього рівня) та знанням нових дисциплін (Go, AI, big data, blockchain, тощо). Такі компанії, як Microsoft, Samsung Electronics та Apple, віддають перевагу аутсорсингу в Україні для створення найсучасніших програмних рішень.
Деякі музейні заклади вдалися до оцифрування власних виставок після закриття на карантин. Для прикладу, Національний художній музей України забезпечив наявність своїх віртуальних екскурсій, що дозволяють відвідувачам легко вивчити їхні колекції на відстані. Щоби викликати дедалі більшу цікавість до таких турів, музеї можуть доповнити цей цифровий контент, кураторським списком композицій на Spotify для супроводу віртуальних галерей, або рекомендувати напій чи страву, що вдало доповнить досвід певного віртуального туру, та запросити поділитися досвідом у соціальних мережах.

### Нічна культура

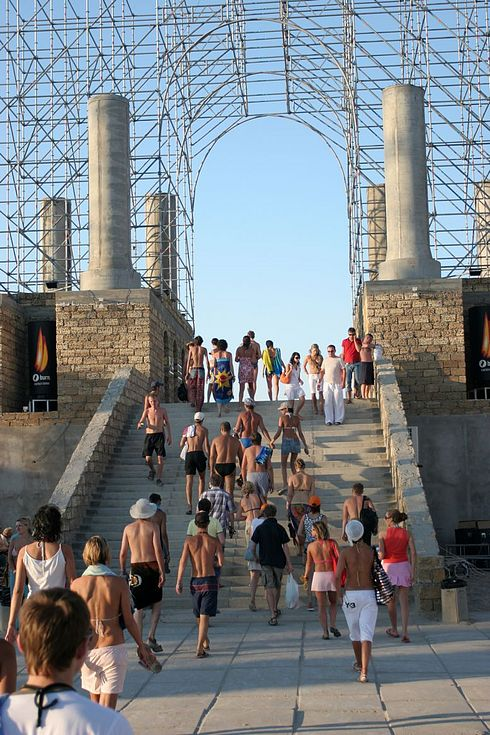
KaZantip, центральний вхід

Нічна культура в Україні стрімко розвивається. Виникає багато нових фестивалів, молодіжних вечірок, українські ді-джеї(йки) потрапляють у поле зору авторитетних світових видань, грають у найбільших світових клубах. І навпаки — у місцеві українські клуби запрошують іноземних ді-джеїв(йок), складаючи лайн-апи, що готові змагатися зі світовими фестивалями з довгою історією. В Києві існує найбільше так званих «центрів», де розвивається та існує медіамистецтво в межах вечірок. Такими центрами є окремі простори (частина з них утворилась протягом останніх двох років 2019-20), як от Carbon, та такі, що існують вже майже 10 років.
Українська культура «нічного життя» давно вийшла за межі держави. В Києві, вже у проміжок від 1995-го по 1997-й, можна було потрапити на справжній рейв «іноземного рівня». Це була серія івентів під назвою Torba Party, що проходили у приміщенні «Будинку кіно», клубах «Нью-Йорк» та «Фламінго» і навіть на катері.
До 2014-го, на півострові Крим, майже 20 років царювала «республіка щастя» під чарівною назвою «КаZантип» — фестиваль танцювальної електронної музики просто неба.
Закордонні ЗМІ про український рейв:
- Знаменний допис The Calvert Journal про техно-рейв «Схема» 2015-го року. Саме з нього почалась хвиля міжнародного інтересу.[42]
- Британський журнал i-d — культове видання про молодіжну культуру, 2016-го року створив документальну стрічку «Досліджуючи українську революцію андеґраундного рейву».[43]
- «Бідні, але круті»: 2017-го року у журналі Political Critique, було оприлюднене дослідження українського постреволюційного рейву.[44]
- 2020-го року, у престижному англійському виданні The Guardian, вийшла стаття про феномен артцентру Closer.[45]

### Спорт
Докладніше: Спорт в Україні
Україна — спортивна держава, в якій найбільш розвиненими видами спорту, є футбол, легка атлетика, фехтування, бокс та інше. Вони розвиваються поряд із національними видами спорту, такими як козацький двобій, бойовий гопак, спас.
Найвизначніших успіхів українські спортсмени досягають насамперед, в силових єдиноборствах, наприклад в змаганнях на звання «Найсильніша нація світу», «Найсильніша людина світу», де передусім перемагають природна богатирська сила та витривалість. Наприклад, українці п'ять разів ставали Найсильнішою нацією світу (останнього разу — влітку 2021 року), до того-ж силач Василь Вірастюк двічі (2004, 2007) здобував звання Найсильнішої людини світу, а киянин Олексій Новіков виборов титул Найсильнішої людини планети — World Strongest Man у Флориді, США вже 2020 року.

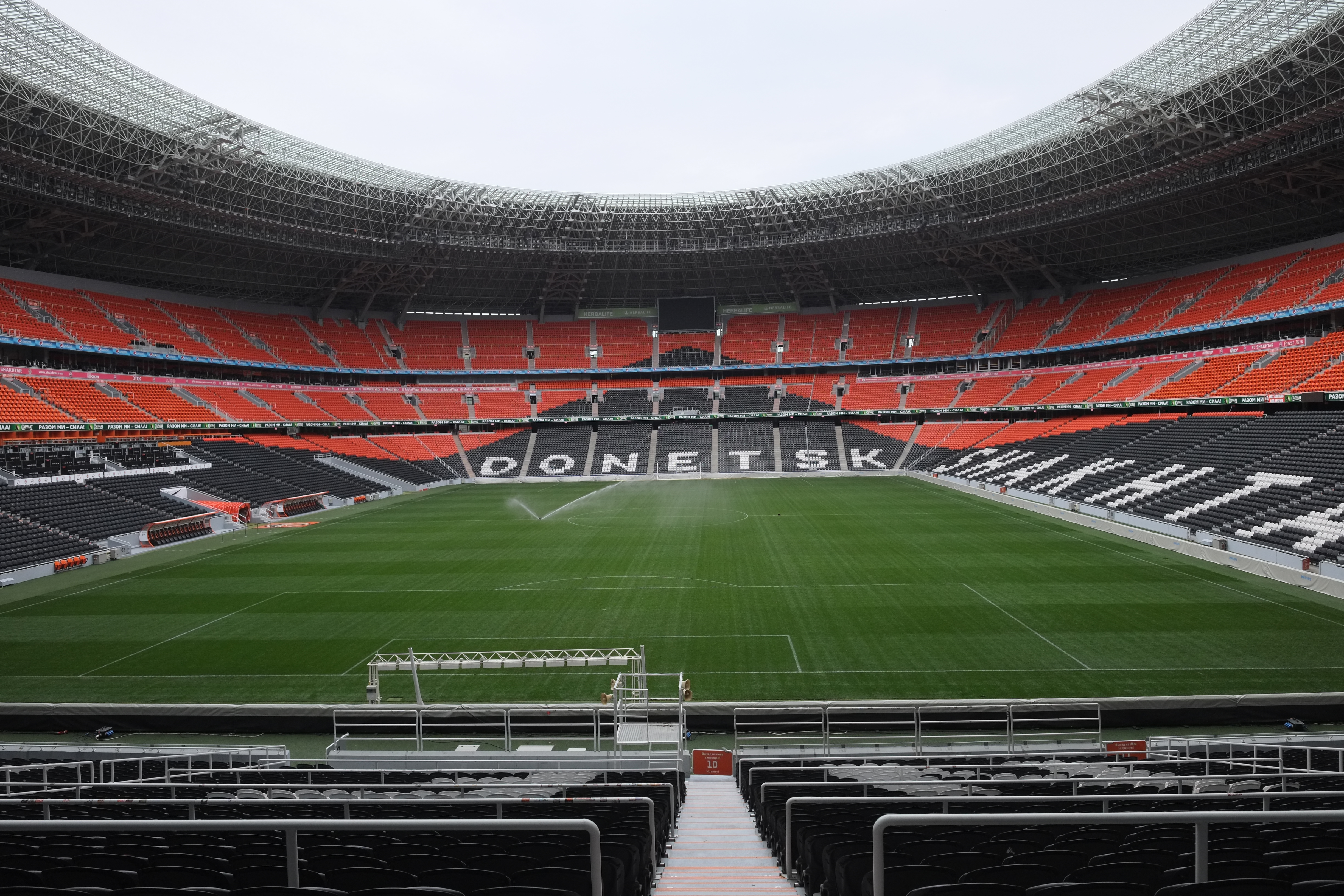
2014. Донбас Арена, Донецьк. Тут зіграно 3 матчі групи D, чвертьфінал та півфінал Чемпіонату Європи 2012.

Україна має близько 200 сучасних футбольних стадіонів, котрі місткістю більше 5000 тисяч вболівальників. Вітчизняні клуби Динамо (Київ) та Шахтар (Донецьк) декілька разів вигравали кубки УЄФА — кияни двічі Кубок Кубків, та згодом Суперкубок, донеччани Кубок УЄФА. Троє гравців Динамо Олег Блохін, Ігор Бєланов та Андрій Шевченко в різні часи, ставали Кращими футболістами Європи.
Гандболістки київського «Спартака» на чолі з уславленим тренером Ігорем Турчиним 13 разів були володарками Кубку Європейських чемпіонів, а гандболістки Зінаїда Турчина та Лариса Карлова неодноразово визнавалися найкращими гравцями на чемпіонатах світу і Європи. За видатні досягнення в спорті, легенда українського спорту Турчин і його команда, занесені до Книги рекордів Гіннеса.
Боксери важковаговики (понад 100 кг), брати Клички, свого часу виграли на двох всі основні титули суперважкого дивізіону світового професійного боксу. 26 вересня 2021 року, цю звитягу повторив Олександр Усик перемігши у 12-и раундовому бою, британського боксера Ентоні Джошуа, який володів 4 поясами суперважкого дивізіону.
35-разовий рекордсмен світу луганчанин Сергій Бубка, 1994 року встановив світовий рекорд зі стрибків з жердиною (6,14 метри), який протримався 26 років і був перевершений шведським спортсменом на 1 сантиметр (6,15 метри) — 2020 року.
Влітку 2012 року, Україна разом з Польщею, успішно провели Чемпіонат Європи з футболу. Для цього було побудовано декілька сучасних футбольних стадіонів і відновлено кілька аеропортів та автошляхів.

### Народні танці
Докладніше: Український танець
Народні танці — одна з найдавніших ділянок духовної культури українського народу; вони постали з минулих культових виявів і спираються на давню культурну традицію. Зі

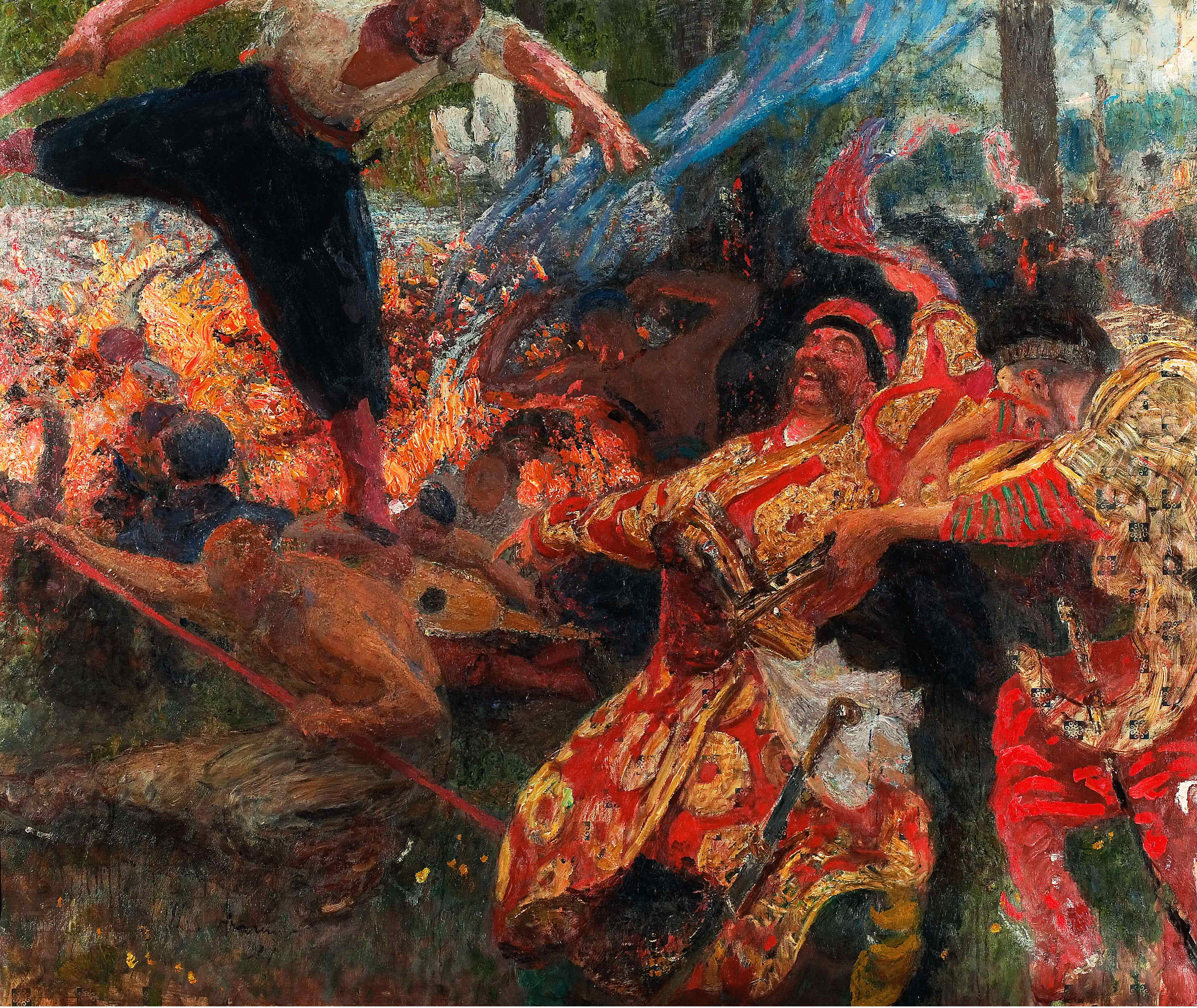
Гопак, Ілля Рєпін

зростанням культури й поширенням християнства на теренах України, народні танці ставали шляхетнішими, виявляючи увагу до гарних ліній. Вони є гордістю українського селянського стану, і в них народ вкладав всю свою витонченість.
Українські народні танці, на відміну від танців інших народів, не зазнавали тривалих впливів танців двірських і суспільної верхівки й через це вони зберегли свою самобутність і свіжість, у них виразні риси української національної вдачі. Вони різнорідні за змістом, а розмахом і малюнком відрізняються від народних танців інших народів. Географічне положення й природа були важливими чинниками в утворенні характеру українських народних танців. Їм властива схильність до простору й заокруглених ліній, вони (крім гірських вертикальних) розвиваються горизонтально, повні бадьорости й сонячної радости. Будова українських народних танців лінеарна і навіть, чисто геометрична; вона виявляє нахил до вигадливих візерунків (коло, хрест, вуж, ланцюг, лави тощо). Український народ виконує власні танці вишукано, з гідністю (особливо жінки); чоловіки ніколи не виставляють себе у смішному вигляді, хіба що коли зображують кумедні фігури людей або тварин. У чоловічих танцях рухи героїчні, вільні, нестримні та рвучкі, розраховані на враження глядачів. Українські народні танці близькі до драматизації старовинної хореографії, вони часто пов'язані з темою, що її передає супровідна пісня.
Найвідомішими танцями є:
- Аркан (Гуцульщина) — чоловічий танок у колі.
- Гопак (Київщина) — колом, лавами, гусаком. Цей найзнаніший у світі український танок, в народі виконується парами поруч у колі, зі степовим розмахом і оборотами (важкий крок). Чоловічі кроки: стрибки вгору, перескок, випад, присіди (зовсім невідомі у народів Західної Європи), плазунець, човганець.
- Метелиця — мішаний танець у колі, одна пара в середині. Кроки: підкреслена хода, підскоки, у чоловіків — присіди. Наприкінці довільна веремія рухів і кроків, що має відтворювати снігову хурделицю.[53]

## Національні символи України

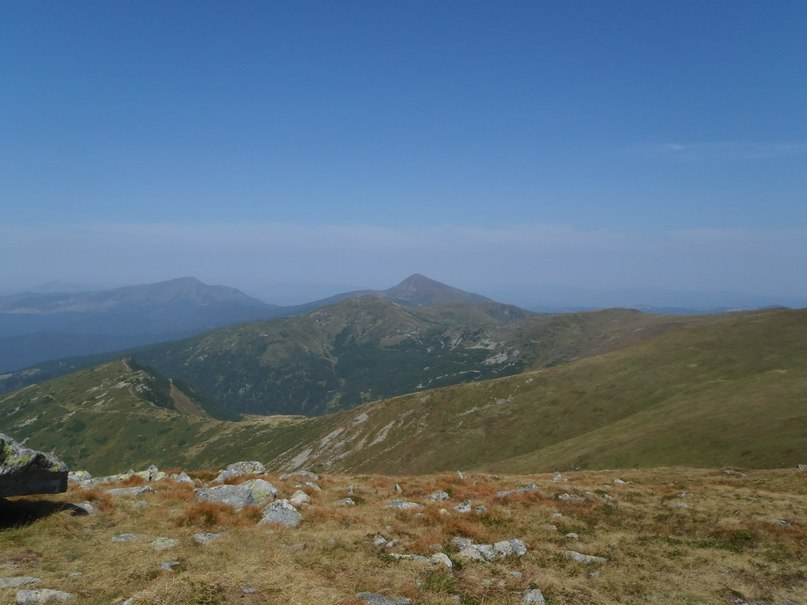
Гора Говерла, ліворуч — Петрос.

Гора Говерла — національна гора України. Це найвища вершина Українських Карпат і найвища точка України, її висота становить 2 061 метр над рівнем моря. Розташована в гірському масиві Чорногора на межі Яремчанської міськради Івано-Франківської області та Рахівського району Закарпатської області. Знаний об'єкт літнього та зимового туризму. Наприкінці березня щорічно, починаючи з 1964 року, відбувається «Говерляна» — узвичаєний гуртовий похід-сходження на цю найбільшу в Україні гору, який присвячується відкриттю спортивного літнього сезону на Львівщині й пам'яті загиблих товаришів-альпіністів і туристів.
Державними символами України є гімн Ще не вмерла Україна, жовто-блакитний прапор та тризуб.
Національним символом України, є видатний поет Тарас Шевченко, адже лише пам'ятників йому у світі налічується більше 1100 в 45 країнах світу. До того-ж в більшості українських родин, є Кобзар — збірка його віршів.
Знаковою постаттю — символом боротьби за українську державність, для патріотично налаштованої частини українців, є Степан Бандера — Борець за незалежність України у ХХ сторіччі, політичний діяч, якому встановлено близько 40 пам'ятників і погрудь, насамперед на заході держави. [Архівовано 16 жовтня 2021 у Wayback Machine.]
Народними символами українців, які вони споконвіку шанують і бережуть, є: батьківська хата, материнська пісня, святий хліб, дівочий вінок, вишитий рушник, червона калина, зажурена верба, хрещатий барвінок, дивовижна писанка, вірний своєму краю лелека.
- Хрещатий барвінок — знак вічності буття і життєвої сили, провісник весни. Уособлює невмирущу пам'ять про покійних. Звідси, хрещатий барвінок — барвінок під хрестом на могилі. Його форма, хрест або перехрестя — визначає його символіку: єднання живих людей з їх предками, котрі відійшли з цього життя. Барвінок на могилі — свідчення вічної пам'яті про покійних, а барвінок у весільному вінку, це свідчення вічного кохання живих.
- Лелека — символ любові до батька-матері, котрі благословили тебе на світ, а тому це — й символ сімейного добробуту, любові до рідної землі, Батьківщини. Щасливий той двір, де є гніздо лелеки, бо він птах священний, за розорення його гнізда — кара вогнем. А ще лелека приносить до оселі немовлят… Лелека довіряє людям, на господарстві яких проживає, тому може спокійно розгулювати по двору навіть у їхній присутності.
- Сніп — знак багатства, забезпеченого життя і родинного добробуту. Особливе звичаєве значення мав сніп «квітка» як останній сніп жнив, котрий в'язали визначеним способом: останні колоски з викошеного чи зжатого поля збирали в пучки, прикрашали волошками, маками та іншими польовими квітами і вручали господареві, який у знак вдячності частував женців і косарів. І цей сніп зберігали в домі на найпочеснішому місці на покуті аж до нового врожаю. Обжинковий сніп — Дідух, котрого виготовляли з житніх пучків, обв'язаних кольоровими стрічками або стеблами. Вважалося, що в Дідухові живе не лише дух поля, а й душі покійних предків, котрі вирощували — їли святий хліб цієї ниви.[56]

## Освіта і наука
Докладніше: Освіта в Україні, Наука в Україні
1576 року, князем Костянтином-Василем Острозьким у власному родовому місті Острог, було засновано Острозьку академію, першу науково-освітню установу України. В основу діяльності Острозької академії було покладено узвичаєне для середньовічної Європи вивчення семи вільних наук (граматики, риторики, діалектики, арифметики, геометрії, музики, астрономії), а також «вищих» наук: філософії, богослів'я, медицини. Студенти Острозької академії опановували п'ять мов: слов'янську, польську, давньоєврейську, грецьку, латинську.
На 1654—1656 роки, в межах Гетьманщини та всіх етнічних українських землях, населення було досить освічене, як відзначали тогочасні мандрівники (Боплан та інші) — більшість українського населення письменні і вміють читати, що було високим показником освіти тогочасної Європи. Освітою в тодішній Україні переймалися парафіяльні школи, діяльність яких підтримувалася козацькою старшиною, громадами й духовенством. У семи полках Гетьманщини в 1730—1750-х роках існувало до 1488 шкіл. Ще 125 шкіл було у чотирьох полках Слобідської України.
Після проголошення незалежності України 1918 року, універсалами Павла Скоропадського були створені Українська Академія Наук, українські університети — у Києві та Кам'янці-Подільському, 150 українських гімназій. Також вийшло друком кілька мільйонів примірників українських підручників; засновано широку мережу загальнокультурних закладів та установ (Національний архів, Національну галерею мистецтв, Національний історичний музей, Національну бібліотеку, Український театр драми та опери, Українську державну капелу, Державний симфонічний оркестр, тощо).
Станом на 2019 рік, порядок освіти в Україні, визначений Законом України «Про освіту» і передбачає:
- дошкільну освіту;
- загальну середню освіту;
- позашкільну освіту;
- професійно-технічну освіту;
- вищу освіту;
- післядипломну освіту;
- аспірантуру;
- докторантуру;
- самоосвіту.

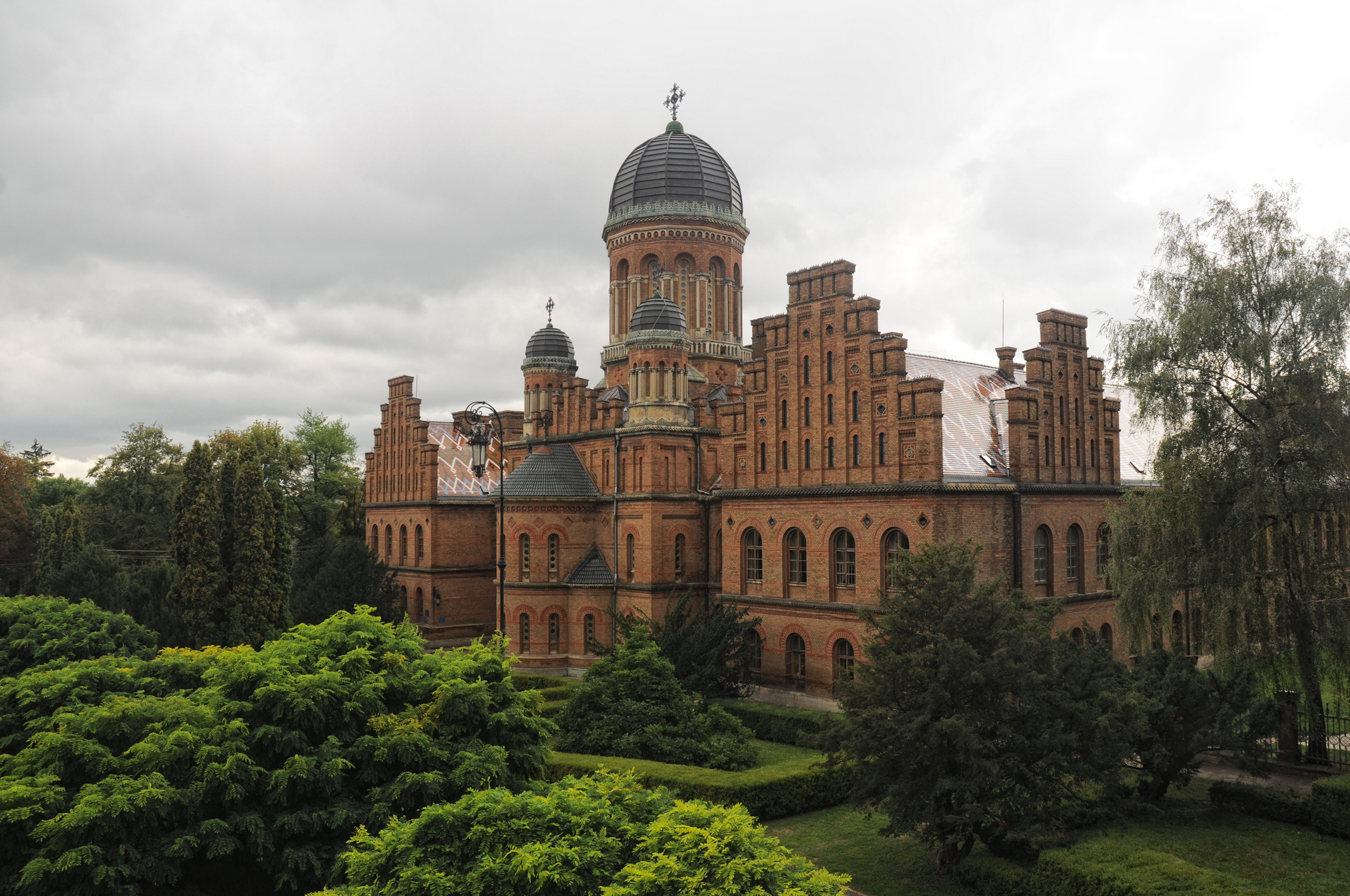
Чернівецький університет

Вищу освіту в Україні здобуває не лише талановита українська молодь, а й студенти ближнього закордоння і азійських країн. Найбільше приїжджає вступати до українських вишів молодих людей з Туркменістану, Азербайджану, Індії, Нігерії, КНР, Іраку та Російської Федерації. А особливо поширеними напрямками підготовки в Україні для іноземців, є: медицина, економіка, право, інженерія та авіація. Ліцензію, що дозволяє приймати на навчання іноземців, видано 203 українським університетам. Залежно від обраної спеціалізації закордонним студентам надається можливість пройти навчання українською, англійською або російською мовами.
2020 року, 40 українців виграли стипендії Програми ЄС Еразмус+ для навчання в магістратурах університетів Європи. Україна увійшла до ТОП-20 країн, які показали найвищі результати, під час конкурсу, серед 180 країн що брали в ньому участь.
Найбільшим науковим центром України, станом на 2020 рік, є Національна академія наук України з її 168 науковими установами — також великими науковими центрами є Київський, Харківський, Львівський, Одеський, Чернівецький національні університети і «Київський політехнічний інститут».
Деякі досягнення українських науковців, які вплинули на розвиток людства:
- Ілля Мечников (1845—1916) — біолог, зоолог, лауреат Нобелівської премії у галузі фізіології та медицини за праці про імунітет (1908, спільно з німецьким лікарем, бактеріологом і біохіміком Паулем Ерліхом).
- Перший докладний опис серцевих нападів (гострих інфарктів міокарда), що не призвели до летального наслідку, належить українським лікарям Миколі Стражеску та Василю Образцову — 1910 рік.[62]
- Ігор Сікорський — інженер-авіаконструктор, лауреат Національної наукової медалі США, винахідник вертольотів.
- Сергій Корольов (1907—1966) — вчений у галузі ракетобудування та космонавтики, конструктор перших у світі штучних супутників Землі і пілотованих космічних кораблів.
- Олег Антонов (1906—1984) — інженер-авіаконструктор, розробник Ан-124 "Руслан", який є найбільшим серійним вантажним літаком у світі, а до появи Ан-225 «Мрія» був взагалі найбільшим літаком.
- Віктор Глушков (1923—1982) — кібернетик і математик, лауреат міжнародної премії «Піонер комп'ютерної галузі», один з розробників першого у Європі комп'ютера. Під його керівництвом було видано першу у світі «Енциклопедію кібернетики» у 2-х томах українською (1973 року), та російською (1974) мовами.
- Володимир Хавкін створив перші в історії вакцини проти чуми і холери. Він працював спочатку в Одесі, а згодом у Парижі. У Франції Володимир Хавкін винайшов протихолерну вакцину.
- Юрій Вороний — 1933 року, здійснив першу у світі пересадку нирки. Надзвичайно важливо — в клінічних умовах Вороний довів, що «нирки свіжих трупів у стані оживати і виконувати призначення у разі пересадки іншій людині», і що «поза всяким сумнівом трупні органи пересаджені людині, не дають якої-б то не було специфічної інтоксикації або анафілаксії».

## Культура відпочинку
Дозвілля є важливою складовою життя людини і певним способом самовираження. Якість і різноманітність відпочинку, може впливати на стан здоров'я та відчуття добробуту народу. На тому, яким є дозвілля населення, позначаються різні чинники, зокрема: зайнятість та умови праці, кількість вільного часу, рівень доходу, стать, вік, місце проживання, наявність і доступність інфраструктури для відпочинку і дозвілля.
Туризм є важливою галуззю економіки — за останніми даними Світового банку, 2017 року Україну відвідали 14,2 мільйони іноземних туристів. Це більше за кількість мандрівців у Сінгапурі, Данії, Ісландії, Чехії, Швейцарії, Норвегії, Австралії, Швеції, Новій Зеландії та ще безлічі інших країн, які відомі давньою історією, неповторними пам'ятками та гарною природою (на жаль, через військові та провокативні дії Російської Федерації щодо України, кількість туристів з 2014 року, зменшилася майже вдвічі порівняно з довоєнними часами, коли Україну щороку відвідувало понад 20 млн іноземних гостей). Найбільш відвідуваними місцями серед іноземних туристів є Карпати, а також Київ, Львів, Одеса, Чернігів. Також в Україні розвинено винний туризм і пивні тури на пивоварні.
Культурний відпочинок українців охоплює: рибальство (переважно чоловіки), збирання грибів та ягід, гуртові туристичні походи (найчастіше в Карпатах), відвідування кінотеатрів, музеїв, театрів, художніх виставок, спортивних змагань, зоопарків — а насамперед літні люди, дозвілля найчастіше проводять на дачах.

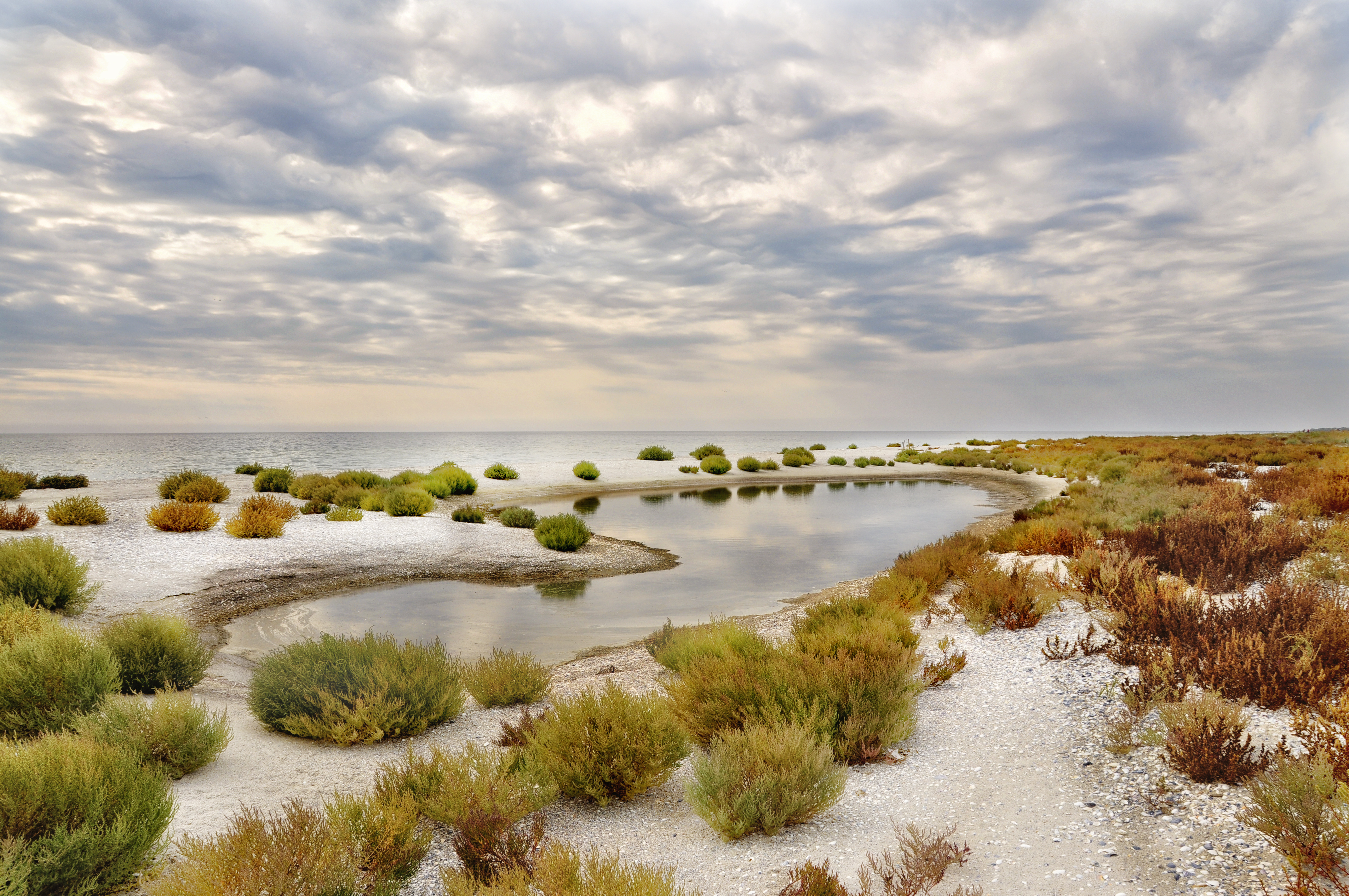
Кінбурнська коса восени

В Україні існує багато місць де можна відпочити або відвідати їх — соляні печери (на Закарпатті та на Донбасі), справжня пустеля на Херсонщині, карстові печери, велика кількість озер, лимани, Чорне та Азовське море. Це санаторії, і курорти (літні й зимові в тому числі з гарячими підземними джерелами), бази відпочинку тощо.
У державі нараховується близько 5000 різноманітних музеїв, що є найбільшим показником у Світі. До прикладу в Німеччині є 3200 музеїв, у Британії — 2200, у Франції — 1900. За роки після відновлення незалежності 1991 року, кількість музеїв збільшилось більше ніж удвічі. Цікаво що в дев'яти музеях переважно великих міст, є цілісні кістяки мамутів — останній був знайдений 2017 року на Донбасі і знаходиться в Краматорську.
В Україні є 12 зоопарків, найбільшим з яких за кількістю утримуваних тварин, вважається Миколаївський зоопарк; також налічується 19 природних, 5 біосферних заповідників, з яких Асканія-Нова є першим за розміром степовим заповідником Європи, а також величезна кількість Історико-культурних заповідників. Цікаво, що на теренах Чорнобильської зони за більш ніж три десятиліття відсутності там людей, відродився тваринний світ. Там тепер живе багато різноманітних тварин: олені (близько 1000), лосі, дикі свині, вовки (біля 100 особин), рисі, сарни, коні Пржевальського — є навіть стадо здичавілих корів. Уперше за останні 100 років, ще-й з'явилися ведмеді. [Архівовано 30 вересня 2021 у Wayback Machine.]
А наприклад, дозвілля і відпочинок у молодих людей, не часто пов'язується з культурними подіями і закладами. Відпочинок для них, це простір для відновлення себе і власного ментального здоров'я, можливість не працювати і не думати про роботу. Серед усіх витрат зі свого бюджету, українська молодь найбільше схильна заощаджувати на видатках на дозвілля (73 %), відпустки і подорожі (71 %). Найбільше молоді люди у великих містах, проводять позаробочий час за пасивним відпочинком: хоча б раз на тиждень використовують інтернет (82 %), слухають музику (67 %), переглядають відео (55 %) і телебачення (50 %). Порівняно набагато менше, молоді люди принаймні раз на місяць, відвідують кінотеатри (14 %), концерти, театри і художні виставки (по 5 %). Серед молоді з доходом, вищим за середній рівень по Україні, досить велика частка (42 %) читають книжки протягом тижня. Молоді чоловіки і жінки мають різну кількість вільного часу. Наприклад, жінки переймаються додатковою працею: хатні справи, догляд за дітьми. Вони частіше, ніж чоловіки, ототожнюють відпочинок з часом, вільним не лише від роботи, а й від домашніх справ. Є суттєва різниця між українськими чоловіками і жінками у способах проведення вільного часу. 78 % молодих жінок виконують хатні заняття після роботи. Водночас схожі обов'язки відбувають лише 38 % молодих чоловіків.

## Українські повір'я та забобони
Що не село, то своє повір'я.
Народний світогляд українців має три основні історичні шари: демонологічний, міфологічний та християнський. Перший більш глибинний, притаманний найдавнішим часам, коли люди уособлювали — як надзвичайні природні явища (буревій, грім з блискавкою, метеорит, та інше), так і певні предмети навколишнього світу (вир на воді, трясовина, печера, тощо), вбачаючи в них духів (бабай, лісовик, мавка). Другий шар зароджувався із появою владних суспільних структур, які потребували належного освячення. В основі цього шару лежало обожнювання природних, переважно небесних стихій, уособлених в образах богів. Система уявлень про богів — міфологія, вже відтворює їх певну підпорядкованість, розрізняючи головних богів і богів другорядних. Християнська релігія посилила цю ієрархічність, разом із тим намагаючись якщо не зруйнувати стару світоглядну систему, то якнайбільше пристосувати її до власних потреб. Наслідком такого протиборства ідей, стало релігійне двовір'я, котре відчувається й досі.
Деякі народні повір'я — Не можна: розсипати сіль, бо посваришся з кимось; їсти з ножа, бо станеш злим (особливо жінки); теліпати за столом ногами (дітям); подавати щось через поріг, бо буде нещастя; показувати на жабу пальцем, бо спина заболить; руйнувати лелече гніздо; утиратися з кимось одним рушником, бо це призведе до сварки; пришивати ґудзика на надягнутому одязі, бо станеш німим; вдягати сорочку навиворіт, бо з кимось поб'єшся; переступати через віник, бо всохнеш, тощо.
Насправді, у повір'ях закріплена здобута досвідом система знань народу. Повір'я передають уявлення народу про природу, її явища, час, пори року, про людину та її різноманітну діяльність на основі своєрідного національного світогляду зі складовими міфологічного мислення, віри, заборон й передбачення. Це переважно короткі вислови, що енциклопедично стисло висвітлюють життя природи та людини; на підставі повір'їв створено великий і чарівний світ казок, легенд, переказів, оповідань, звичаїв, морально-етичних настанов. Упродовж усього історичного розвитку людина прагнула охопити своєю свідомістю якнайширшу картину світу, пояснити, пізнати природу задля того, щоби застосувати її для власних потреб. Цікаві з цього погляду уявлення українців про будову світу, окремі явища природи. Зокрема, наші предки вважали, що на небі існує стільки зірок, скільки людей живе на землі; що у кожної людини є власна зірка: коли людина народжується, тоді на небі засвічується нова зоря, а коли помирає — вона гасне, «падає». Люди навчилися визначати сторони світу й давати собі раду в часі вночі, за зміною розташування зірок, передбачати погоду за певними прикметами. Українському народу притаманний культ матері-землі. У народі віддавна шанували землю, називали її: мати, свята земля, мати-сира земля, годувальниця наша; землею клялися — і це були найвірніші обітниці, найстрашніший проклін. Землю уявляли живою істотою, яка відчуває біль; її не можна бити, обпльовувати… Казкові богатирі втрачають силу, якщо відриваються від землі, та навпаки, варто богатиреві полежати на землі, як до нього повертається надзвичайна непереборна сила. Цей мотив звучить глибоко символічно, закликає всіх людей бережно ставитися до рідної землі, шанувати її, повертатися на землю своїх батьків-матерів, бо там, у ріднім краї, людина буває найщасливішою.

## Пісенна творчість
Докладніше: Українська музика
Історичні українські пісні:
- Складова частина українського історичного епосу; жанр усної народної творчості, що вирізняється з-поміж іншого визначальною тематикою, стилістикою та ритмікою. Українським історичним пісням притаманний розспівний мелос, витриманий здебільшого в маршових тонах. У них відтворюється історичне минуле українського народу;
- Народні пісні, які за своєю тематикою не є історичними, але є особливо стосовними для того чи іншого історичного періоду й доносять до нас неповторну специфіку певних минулих подій. Підсумовуючи власний досвід осмислення історичних українських пісень, Микола Гоголь писав, що історик не повинен шукати в цих піснях вказівки на час і місце битви чи точного висвітлення подій[76]:

У цьому відношенні небагато пісень допоможуть йому. Але коли він захоче дізнатися про вірогідний побут, стихії вдачі, всі вигини й відтінки почуттів, хвилювань, страждань, веселощів зображуваного народу, коли захоче випитати дух минулого… тоді він буде задоволений цілком.
Наявність в українському епосі історичних пісень простежується від XVI ст. Перший відомий з літератури текст української історичної пісні, виявлений у «Чеській граматиці» Яна Благослава (1571), — «Дунаю, Дунаю, чому смутен течеш» — відтворює народне уявлення про тяжку долю тодішніх українців. На козацькі часи припадає розквіт цього жанру. Неповторний, з виразними ознаками демократизму й розкутості, козацький устрій сприяв утворенню національних звичаїв одноосібного, й гуртового багатоголосного співу.
Поширювачами історичних українських пісень як нового пісенно-патріотичного жанру, були кобзарі та лірники які, на відміну від гуслярів і скоморохів часів Київської Русі, мали власні братства, цехи, школи, систему іспитів-посвят. Кобзарські братства й школи не лише забезпечували високий рівень професійної майстерності виконавців, а й відігравали роль важливих народно-просвітницьких осередків. На честь кобзарів — виконавців історичних пісень і дум, Тарас Шевченко назвав головну працю свого життя — збірку поезій «Кобзар».
Найвідомішою українською народною піснею у світі, є веснянка «Щедрик» Миколи Леонтовича, яка виконується багатьма дуже відомими музикантами та колективами, лунає по всіх усюдах особливо проти Нового Року та Різдва, і звучить в культових американських фільмах: Сам удома, Гаррі Потер, Сімпсони, Міцний горішок. [Архівовано 10 листопада 2021 у Wayback Machine.]
Дуже поширена в Україні хорова музика, яка розвивалася у тісному єднанні з церквою. У церкві східного обряду, хоровий спів виконується без супроводу музичних інструментів, унаслідок чого українська церковна хорова музика була, й на довгий час залишилася, музикою для хору a capella. Розвиток світської хорової музики в Україні почався в першій половині 19 століття — величезним вкладом у неї була творчість Миколи Лисенка. Найвідомішими хорами України є Хор імені Григорія Верьовки, Черкаський народний хор, Закарпатський народний хор, Львівська чоловіча хорова капела Дударик та інші.

## Кримськотатарська культура
Українська та кримськотатарська культура пов'язані історично та розвивалися за спільними принципами широкого самоврядування, свободи релігії та тривалого періоду співпраці. 